# VW Golf III
Der Volkswagen Golf III (interne Typbezeichnung: 1H) ist ein Fahrzeugtyp der Kompaktklasse des Automobilherstellers Volkswagen, das zwischen Herbst 1991 und Ende 1997 (Variant Herbst 1993 bis Anfang 1999, Cabrio Herbst 1993 bis Mitte 2002) produziert wurde. Er ist die dritte Generation der Golf-Reihe. Insgesamt wurden 4.805.900 Exemplare gebaut.

## Modellgeschichte

### Allgemeines

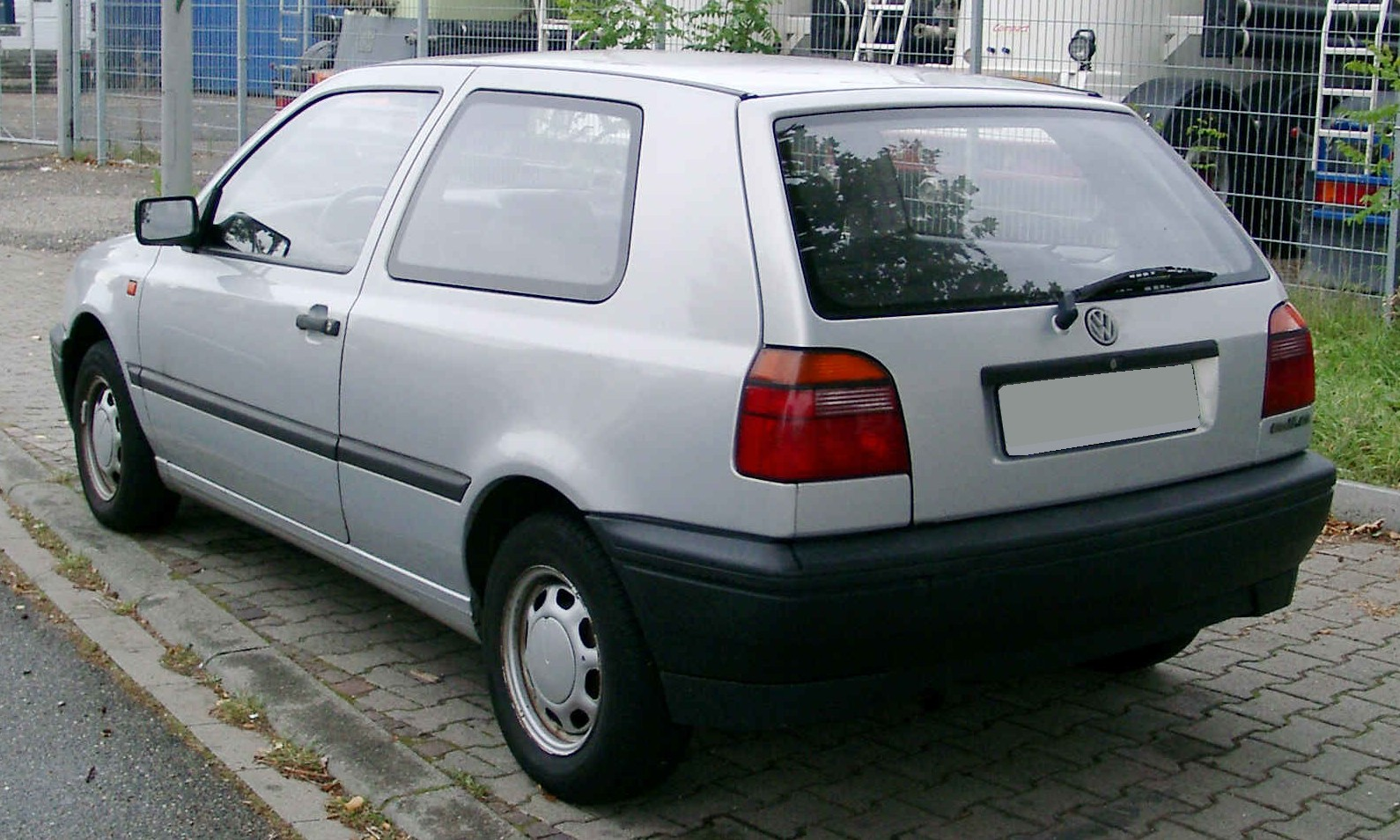
Heckansicht

Der Golf III löste nach fast neun Produktionsjahren seinen Vorgänger Golf II ab, basiert aber in wesentlichen Teilen noch auf dessen Konstruktion, etwa bei den Motorblöcken, der Fahrzeugelektrik und den Ausstattungsvarianten. Auch das Package blieb im Wesentlichen gleich; Länge, Breite und Radstand weichen nur wenig voneinander ab. Allerdings wurde die Karosserie im Vergleich zum Vorgänger stark abgerundet, die Linienführung stammt von Gert Volker Hildebrand und das Fahrzeug war erheblich schwerer.
Die wesentlichen Fortschritte gegenüber seinem Vorgänger betreffen insbesondere die passive Sicherheit mit verbessertem Crashverhalten durch verstärkte Fahrgastzelle und Türen. Außerdem waren mit dem Golf III in dieser Modellreihe erstmals Airbags verfügbar. Ebenso wurden mehr wiederverwertbare Materialien verwendet sowie vorgefertigte Modulgruppen eingesetzt, um die Fahrzeugmontage zu beschleunigen. Das Motorenangebot wurde durch die starken und sparsamen TDI-Dieselmotoren sowie die VR6-Ottomotoren erweitert, womit im Golf III erstmals Sechszylindermotoren in einem Kompaktwagen verfügbar waren. Auch eine Kleinserie mit Elektroantrieb wurde als Golf CityStromer speziell für Energieversorger gefertigt.
Außer in den Karosserievarianten seines Vorgängers – der drei- und fünftürigen Schräghecklimousine – war der Golf III ab Mitte 1993 unter der Modellbezeichnung Variant erstmals auch als Kombinationskraftwagen erhältlich. Ebenso diente er als Basis für das ab Sommer 1993 verfügbare zweite Golf Cabriolet, das vorher noch auf dem ersten Golf basiert hatte. Auch eine Stufenhecklimousine wurde wieder angeboten, diese hieß in Nordamerika weiterhin VW Jetta, in Europa jedoch VW Vento. Während der Bauzeit wurden immer wieder befristet Sondermodelle angeboten.
Der Golf III schrieb die Erfolgsgeschichte der Golf-Reihe fort. Die Gestaltung seiner Fahrzeugfront mit den mandelförmigen Scheinwerfern ist eines der wesentlichen Erkennungsmerkmale dieser Generation. Zudem markiert er den Übergang von eher einfacher zu durchweg gehobenerer Fahrzeugausstattung in der Kompaktklasse. Zu den Kritikpunkten am Golf III gehören nachlässige Verarbeitung (so genannter „Lopez-Effekt“) sowie punktuelle Neigung zu Korrosion, insbesondere in den ersten Baujahren und speziell im Vergleich zu seinem Vorgänger.
Die Schrägheckvariante des Golf III wurde im Herbst 1997 und damit nach relativ kurzer Bauzeit durch seinen Nachfolger, den Golf IV, ersetzt. Der Variant wurde noch bis zum Frühjahr 1999 produziert. Das Cabriolet wurde Mitte 1998 überarbeitet und optisch an den Golf IV angepasst. Seine Produktion lief erst Anfang 2002 aus.
Am 31. Dezember 2008 waren in Deutschland noch 1.137.614 Wagen dieses Typs zugelassen.

### Übersicht
1991

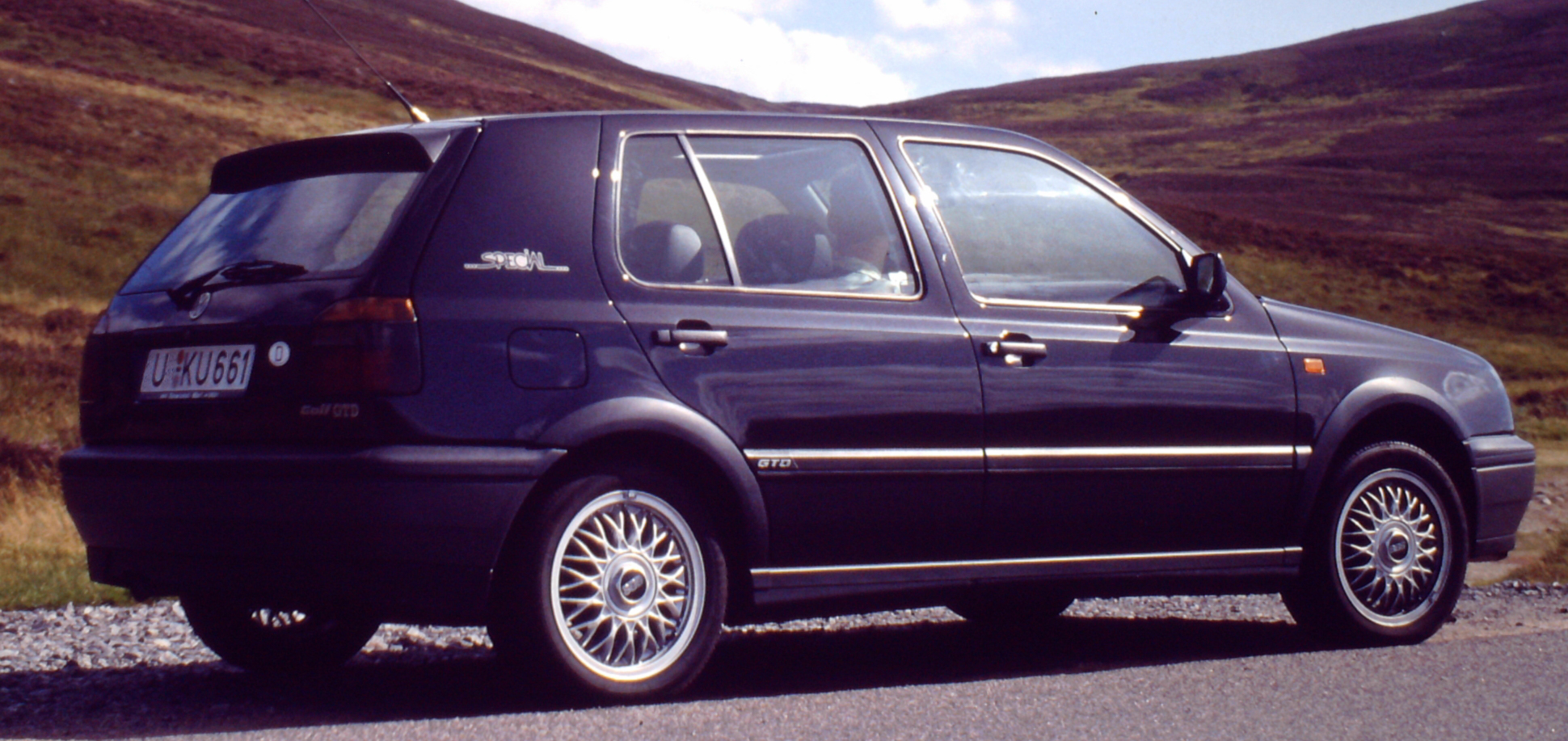
Golf III GTD

- November: Vorstellung des neuen Modelles. Zunächst standen sieben Motoren zur Wahl:
  - 1,4 l 44 kW (60 PS); in Österreich 40 kW (55 PS)
  - 1,8 l 55 kW (75 PS) bzw. 66 kW (90 PS)
  - 2,0 l GTI 85 kW (115 PS)
  - 2,8 l VR6 128 kW (174 PS)
  - 1,9 l D 47 kW (64 PS)
  - 1,9 l TD 55 kW (75 PS) mit Oxidationskatalysator

Bei allen Modellen von 47 kW (64 PS) aufwärts war eine Servolenkung Serie.
Der Golf III ist in den Ausstattungsvarianten CL (Comfort Luxus), GL (Gehobener Luxus), GT (Grand Turismo), GT Special, GTI und VR6 erhältlich. Der 55-kW-(75-PS)-Turbodiesel wurde mit GT-Ausstattung als GTD vermarktet (nicht jedoch die später lancierten TDIs).
Der CL war die Einstiegsversion und ist durch unlackierte schwarze Stoßfänger und Außenspiegelgehäuse zu erkennen. Der GL war die komfortorientierte Version mit Velourssitzen (hintere Bank geteilt umklappbar), elektrisch verstell- und beheizbaren Außenspiegeln, Zentralverriegelung und mit partiell in Wagenfarbe lackierten Stoßfängern. Der GT hat serienmäßig ein 14″-Fahrwerk (CL und GL unter 66 kW/90 PS anfangs nur 13″) mit strafferer Dämpfung, Doppelscheinwerfer à la GTI, Sportsitze vorne, Drehzahlmesser und einen Bordcomputer, bei VW Multifunktionsanzeige (MFA) genannt. Von außen ist der GT durch die hellgrau abgesetzten unteren Stoßstangenflächen und durch einen Heckspoiler erkennbar. Der GT Special hat eine nochmals verbesserte Ausstattung und fällt unter anderem durch lackierte Stoßfänger, weiße Blinker vorne und abgedunkelte Heckleuchten auf. GTI und VR6 bauen auf dem GT Special auf und haben wie der GL die Anbauteile in Wagenfarbe, zudem gehörten 15″-Leichtmetallräder, Lederlenkrad, elektrische Fensterheber, Kotflügelverbreiterungen und anderes zur serienmäßigen Ausstattung. Bei sämtlichen Varianten wurde die Serienausstattung im Laufe der Jahre in vielen Details aufgewertet.
GTI, GTI 16V (ab 1993 erhältlich) und der VR6 haben serienmäßig eine geänderte Servolenkung, eine 15 mm tiefer gelegte Karosserie (Plus-Fahrwerk) mit modifizierten Stabilisatoren, Querlenkern, Radlagergehäusen, Antriebswellen und Domlagern. Es ist an den Fünflochrädern und den hinteren Scheibenbremsen zu erkennen. Als einzige Dieselvariante hatte auch das Sondermodell GTI-TDI mit 81 kW (110 PS] das Plus-Fahrwerk. 16V (2,0 l mit 110 kW/150 PS) und VR6 erhalten serienmäßig ein integriertes ABS/EDS-System (Antiblockiersystem mit elektronischer Differenzialsperre bis 30 km/h), das beim GTI 8V gegen Aufpreis lieferbar war.
Die vom Polo 6n bekannte Version „Harlekin“, welche sich durch die bunten Karosserieteile auszeichnet, gab es beim Golf III auch, jedoch nur in den USA und Kanada aus mexikanischer Produktion, limitiert auf 264 Stück.

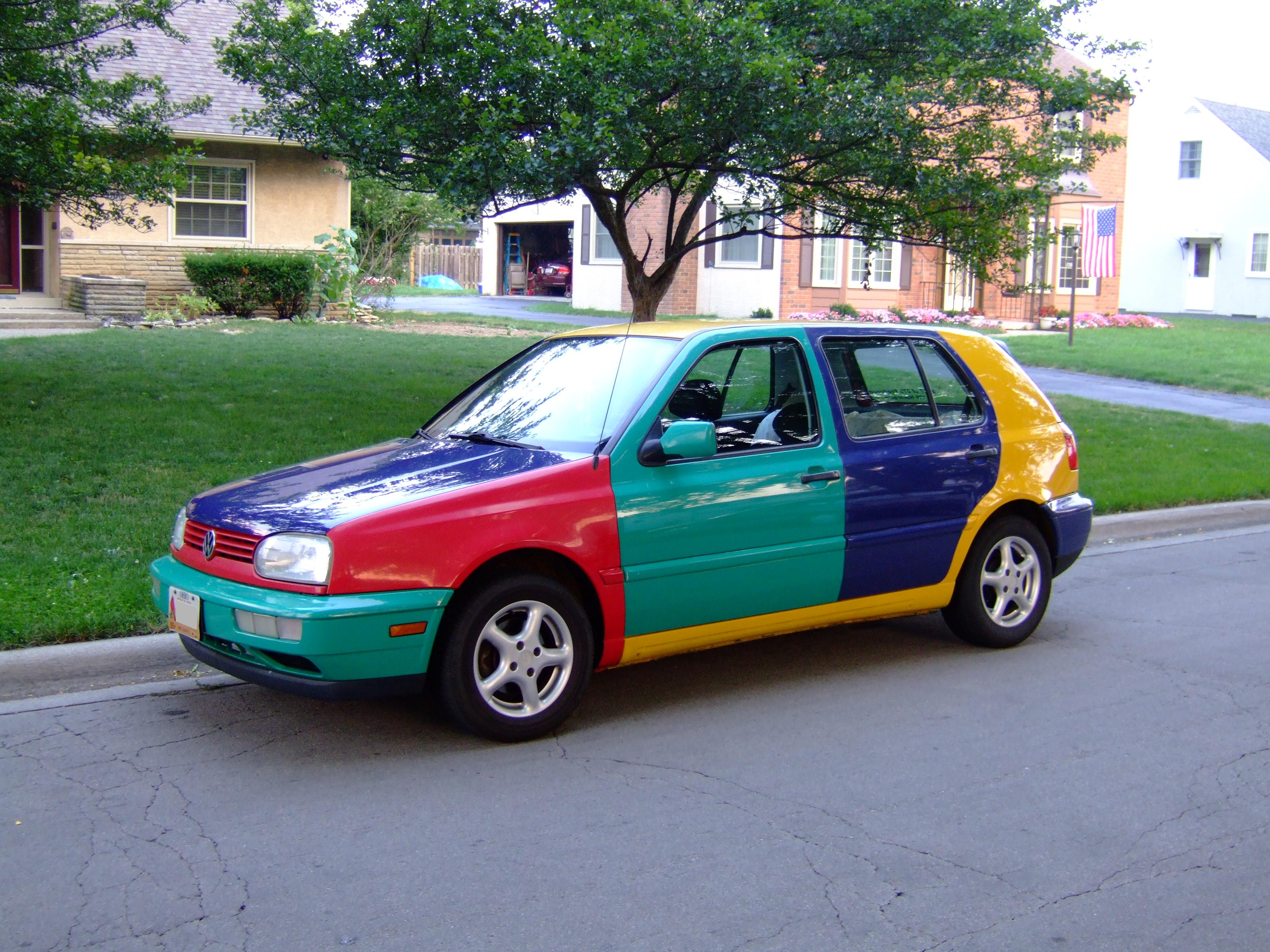
Golf Harlekin
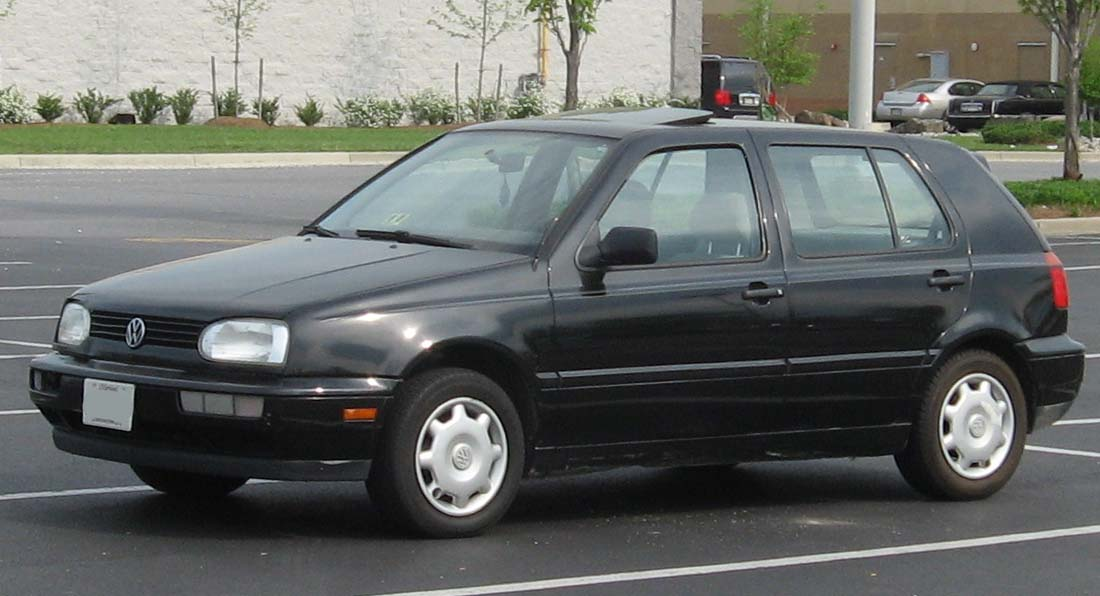
US-Modell
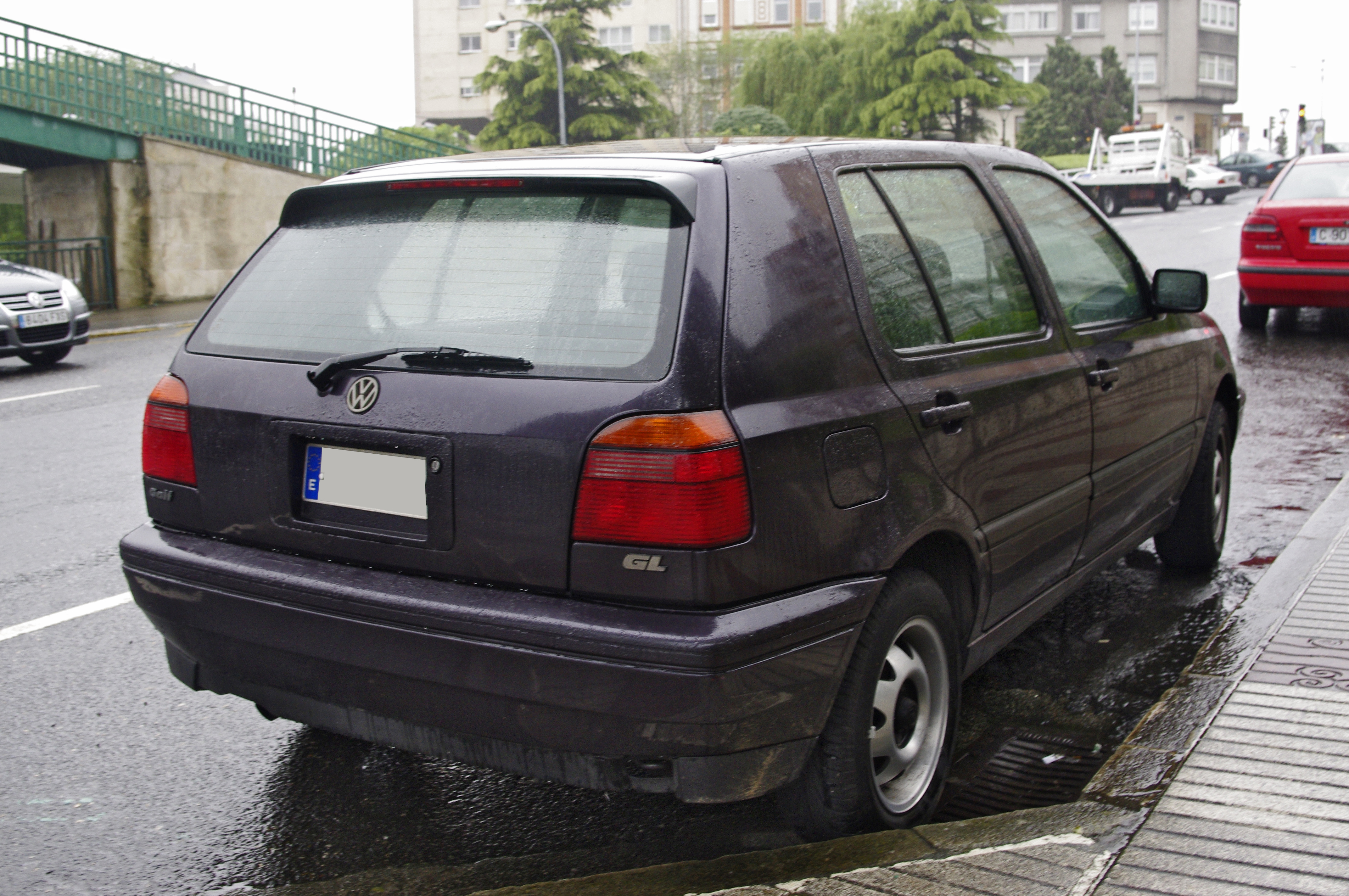
Heckansicht

1992
- Sondermodelle:
  - Europe
- Fahrer- und Beifahrer-Airbag nun ab Werk als Extra erhältlich; Fahrzeuge ohne serienmäßige Airbags konnten in den Werkstätten mit einem (nicht per Diagnosesystem überprüfbaren) fahrerseitigen Airbag nachgerüstet werden.
- Umfangreiche Rückrufaktion (u. a. Airbags)
- Stufenheckversion Vento
- Weitere Motoren:
  - 1,6 l 55 kW (75 PS) (statt 1,8 mit Schaltgetriebe in Limousine ab Ende 1992; 1,8 l weiterhin lieferbar mit Automatikgetriebe sowie im Cabriolet, Variant und Vento)
  - 2,0 l GTI 16V 110 kW (150 PS)

1993
- Kombiversion Golf Variant
- Neuer Golf Cabrio auf Basis des Golf III
- Weitere Motoren:
  - 1,8 l 66 kW (90 PS) jetzt auch mit Allradantrieb Syncro
  - 1,9 l TDI 66 kW (90 PS) mit Direkteinspritzung
  - 2,8 l VR6 jetzt auch mit Automatikgetriebe erhältlich.

1994
- Sondermodelle:
  - Pink Floyd
  - Savoy
  - Highline
  - GTI Edition
  - New Orleans
- Version Ecomatic (47 kW/64 PS Wirbelkammer-Diesel) mit Schwungnutzautomatik
- Elektronische Wegfahrsperre wird Serienausstattung
- Neues Topmodell wird der VR6 mit aufgebohrtem 2,9 l Motor, ausschließlich als Syncro (= Allradantrieb) und mit 140 kW (190 PS).
- Die deutsche Bundeswehr beschafft den VW Golf III als „Pkw leicht“ in bronzegrün (RAL 6031).
- Weiterer Motor:
  - 1,6 l 74 kW (100 PS)

1995
- Sondermodelle für Deutschland:
  - CL Extra
  - Avenue
  - VR6 Edition
  - Rolling Stones
  - Colour Concept (in den Wagenfarben Rot, Gelb, Blau, Grün oder Schwarz mit Recaro-Lederausstattung in Schwarz oder entsprechender Außenfarbe)
  - Movie
- Änderungen ab Herbst 1995:
  - Ganzflächig in Wagenfarbe lackierte Stoßfänger und abgerundete seitliche Blinkleuchten in den vorderen Kotflügeln an allen Modellen
  - Airbag wird Serienausstattung.
- Neue bzw. überarbeitete Motoren:
  - Elektro-Golf „Citystromer“ mit 17,6 kW
  - 1,9 l SDI 47 kW (64 PS) und direkter Einspritzung.
  - 1,4 l 44 kW (60 PS) und 1,6 55 kW (75 PS) jetzt mit Saugrohr- statt Zentraleinspritzung.

1996
- Sondermodelle:
  - Bon Jovi
  - 20 Jahre GTI
- Neuer 1,9 l TDI (erkennbar an dem Typenschild mit einem roten Fähnchen am „I“) mit 81 kW (110 PS) und 235 Nm als stärkster Diesel-Motor.
- Neues ABS ohne Bremskraftregler an der Hinterachse, die Räder werden vom Antiblockiersystem elektronisch einzeln geregelt.
- Technische Neuerungen für das Modelljahr 1997:
  - Seitenairbags für die Vordersitze als Extra verfügbar.
  - Kühlflüssigkeit jetzt G 12 (rosa) statt G 11 (blaugrün).
  - Bei den Wirbelkammer-Saug- (MKB: 1Y) und Turbodieselvarianten (MKB: AAZ) entfällt der mechanische Kaltstartzug am Fahrerplatz.
  - September: ABS für alle Modelle serienmäßig.

1997
- Die Ausstattungsvarianten Trendline und Comfortline ersetzen in Deutschland GT und GL. CL entfällt, ersetzt durch namenlose Basisversion, im Prospekt „Der Golf“ oder „Der Golf in der Basis-Version“ genannt (Stoßfänger Wagenfarbe, schwarze Seitenleisten, 8-Loch Stahlfelgen vom Polo 6N, orange abgerundete Blinker)
- Die Modellvariante GT Special erhält den 74 kW/100 PS Benziner – unter anderem am Doppelrohr-Auspuff und diversen anderen Modifikationen zu erkennen.
- Sondermodelle:
  - Joker (elektrisch bedienbares Glasschiebe-/Ausstelldach, Beifahrer-Airbag, Instrumenteneinsatz mit silberfarbenen Zifferblättern, schwarzen Zahlen und roten Zeigern, grüne Wärmeschutzverglasung, abgedunkelte Heckleuchten, weiße Blinkleuchten vorn, in Wagenfarbe lackierte Außenspiegelgehäuse, Radioanlage „alpha“ mit zwei Lautsprechern)
  - Family (ersetzt Europe)
  - Wilder Süden regional, in Kooperation mit SDR 3 (dem „Radio für den Wilden Süden“)
  - Variant Yachting (bis zum Auslaufen der Baureihe)
  - Otmar Alt Art-Edition (auf 1000 Fahrzeuge limitierter GT Special mit spezieller Teillederausstattung inkl. Sitzheizung und Seitenairbags) mit 1,6 Ottomotor (74 kW/100 PS) oder 1,9 TDI Diesel (81 kW/110 PS)
- Dezember 1997: Ende der Produktion der Golf-Limousine nach sechs Jahren und 4.663.438 gebauten Einheiten, davon 4.085.300 als Golf Limousine. Einzelne Exemplare wurden erst Anfang 1998 erstmals zugelassen.

1998
- Facelift des Cabrios, das Aussehen ist nun an den Golf IV angelehnt.

1999
- April: Die Produktion des Golf III Variant wird mit Ende des Modelljahres 1999 eingestellt. Der Nachfolger auf Basis des Golf IV folgte im Mai für das Modelljahr 2000.

2002
- Januar: Produktionsstopp des Golf III Cabrio.

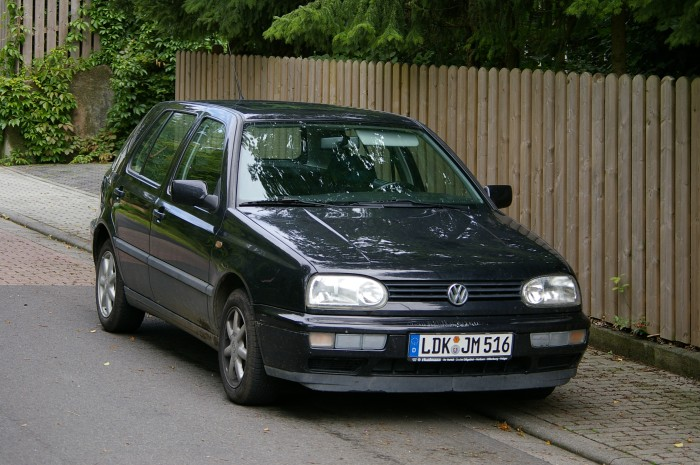
VW Golf Fünftürer (1995–1997)
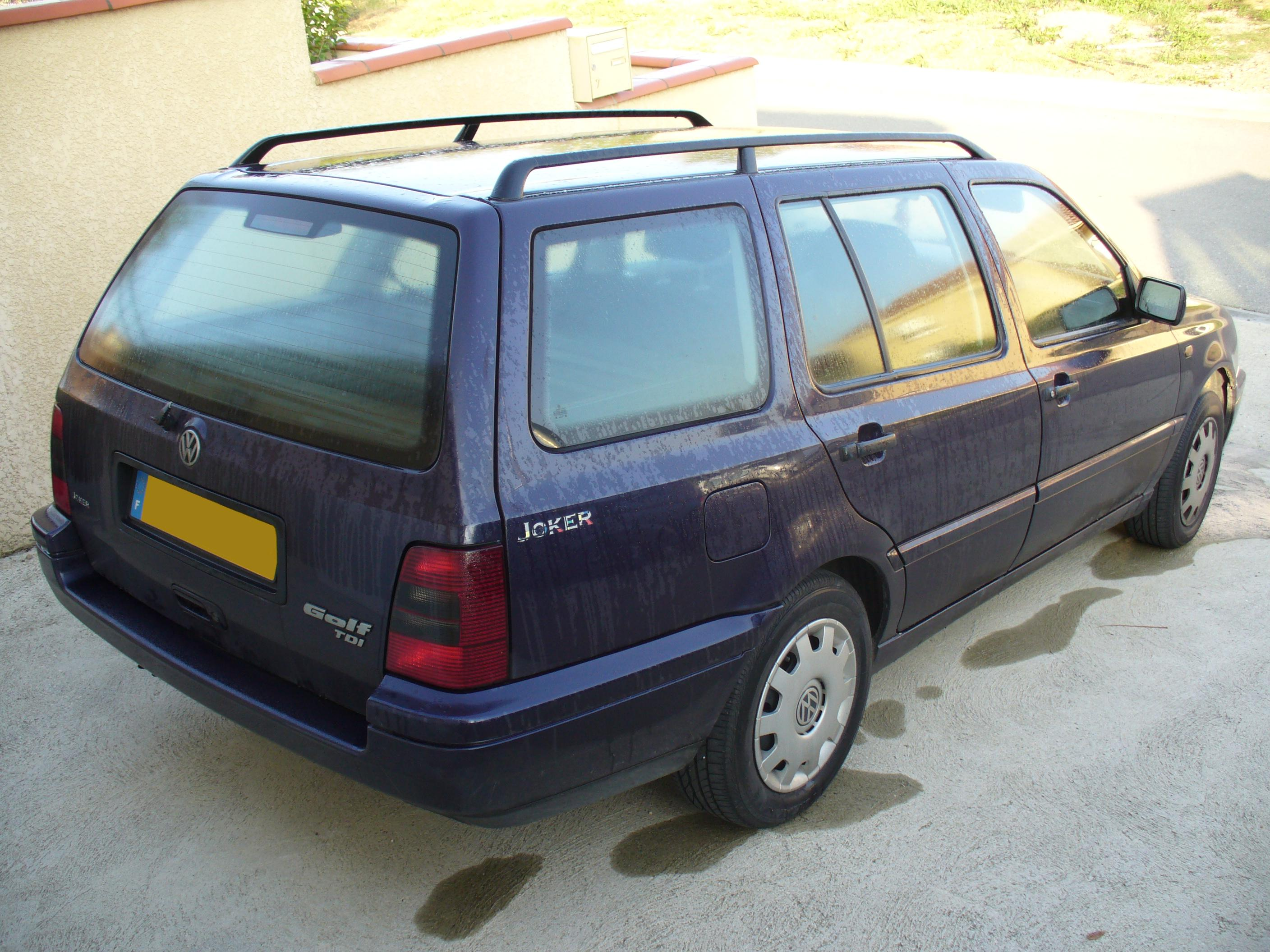
VW Golf Variant (1995–1999)
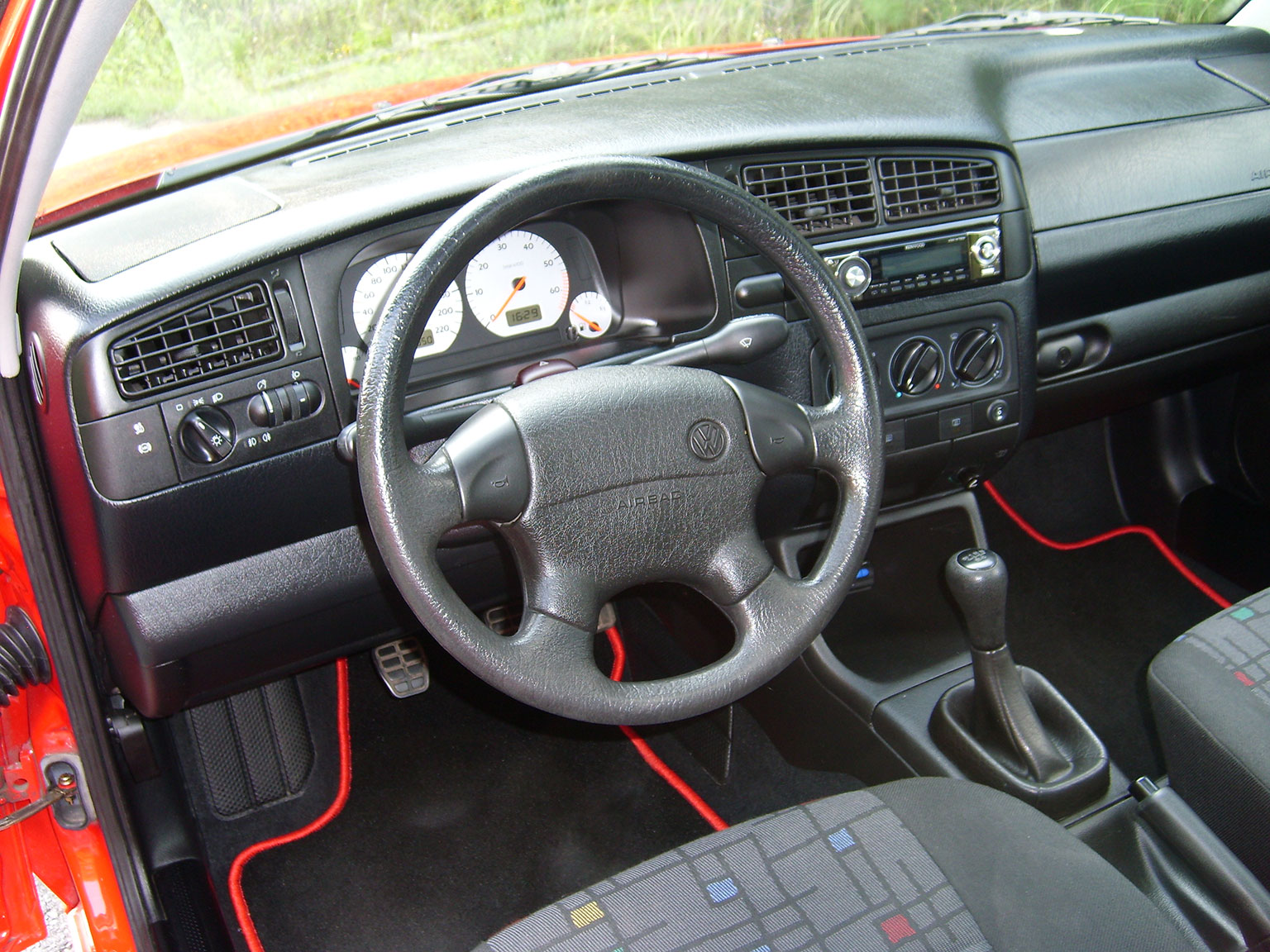
Innenraum (1997, mit nicht originalem Radio)

## Ausstattungsvarianten und Motorisierungen

### Golf TDI
Nachdem 1987 Fiat als erster Hersteller im Modell Fiat Croma TD i.d. einen turboaufgeladenen Dieselmotor mit Direkteinspritzung und einer Leistung von 66 kW (90 PS) herausgebracht hatte, folgte 1989 der Audi 100 mit einem 2,5-Liter-Motor, fünf Zylindern und 88 kW (120 PS) Leistung. Das Konzept erhielt bei Volkswagen die in Deutschland geschützte Marketingbezeichnung TDI. Erstmals wurde eine 1,9-Liter-Variante mit vier Zylindern ab 1992 im Audi 80 eingesetzt, ab 1993 dann im Golf III als Golf TDI. Der Motor mit Verteiler-Einspritzpumpe erreichte eine Leistung von 66 kW (90 PS) und 202 Nm Drehmoment. Damit hatte VW in der Golf-Klasse wieder einen konkurrenzfähigen Dieselmotor im Angebot, denn der 55-kW-(75-PS)-Wirbelkammer-Turbodiesel mit „Softturbo“-Charakteristik konnte weder von der Drehfreudigkeit noch vom Verbrauch her überzeugen.
Die Einführung des TDI markierte für den Golf einen Meilenstein: Erstmals gab es hier einen stärkeren Dieselmotor, bei dem noch dazu das lästige Vorglühen so gut wie entfiel. Dazu kam dank des höheren Wirkungsgrades ein deutlich geringerer Verbrauch als bei konventionellen Dieseln, der jedoch zu Lasten der winterlichen Heizleistung ging. Auch war der Motorlauf wegen der Direkteinspritzung etwas rauer, und das insgesamt geringere Drehzahlniveau musste durch ein sehr lang übersetztes Getriebe ausgeglichen werden. Optisches Erkennungsmerkmal des TDI war das charakteristische nach unten gebogene Doppelendrohr des Auspuffs.
Zwei Jahre später (ab Modelljahr 1996) kam beim TDI der endgültige Durchbruch durch eine deutlich erstarkte Version. Durch Anpassung von Parametern der Motor-Regelelektronik in Kombination mit Turboladern mit verstellbaren Leitschaufeln („Variable Turbinen-Geometrie“) und größeren Einspritzdüsen (205 µm Lochdurchmesser, bei 66 kW/90 PS nur 186 µm) wurden 81 kW (110 PS) erreicht. Bei gleicher Fahrweise verbrauchte er nicht mehr als der 66-kW-(90-PS)-TDI. Die stärkere Motorvariante erkennt man am Heck durch einen roten Balken rechts vom I im TDI-Schriftzug. Erstmals konnte von einem sportlichen Dieselmotor gesprochen werden, zumal das maximale Drehmoment genauso groß war wie beim VR6-Ottomotor. Daher konnte mit dieser Maschine in einem Sondermodell zum ersten Mal auch ein Dieselmotor im Golf GTI Einzug halten.
Durch die elektronische Motorsteuerung des TDI war im Golf erstmals auf breiter Basis eine einfache Leistungssteigerung durch Chiptuning möglich, ohne dabei bauliche Änderungen am Motor durchführen zu müssen.

### Golf GTI

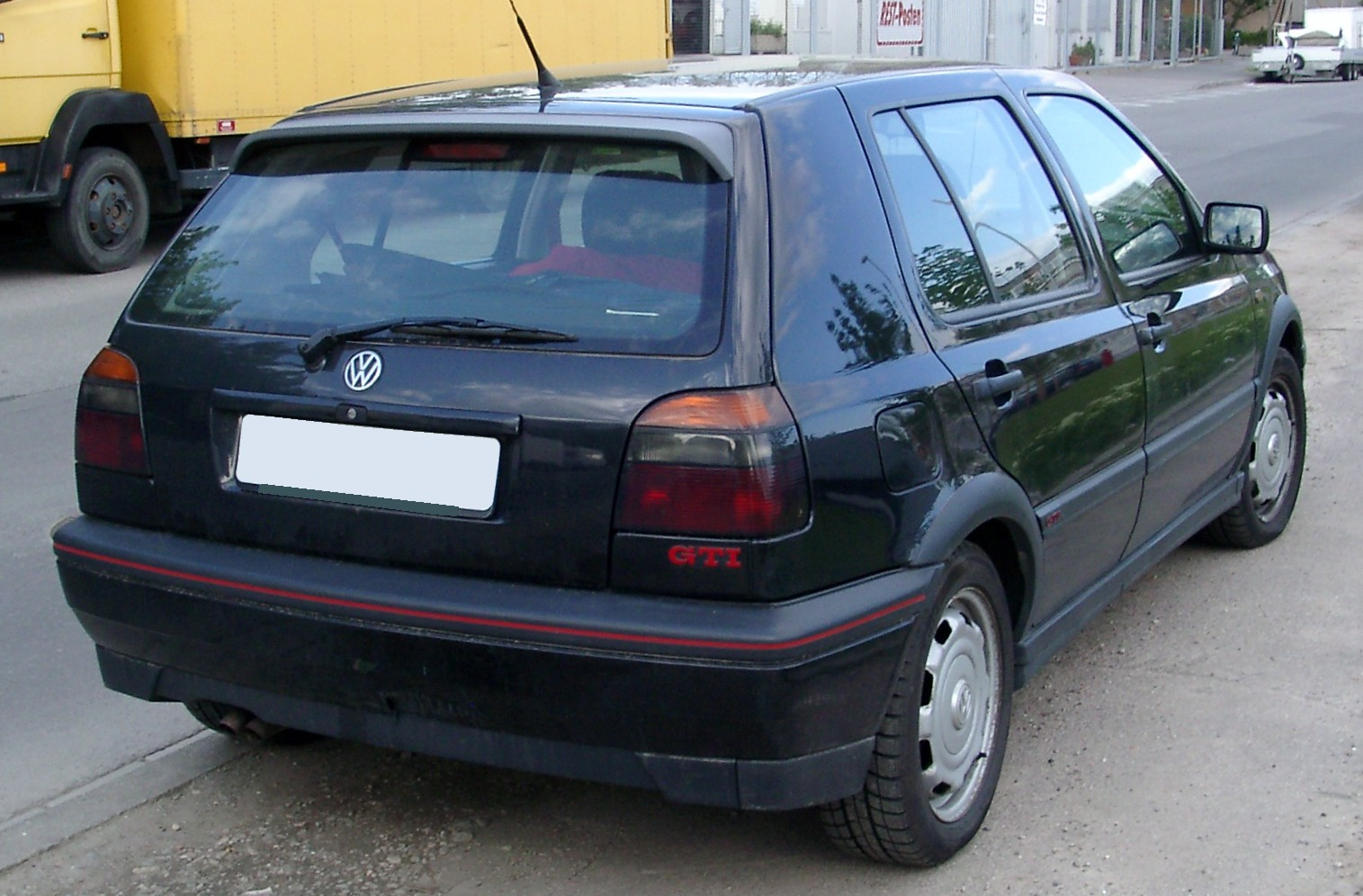
VW Golf GTI

Im November 1991 wurde der Golf III (1H) vorgestellt und mit ihm die dritte GTI-Generation. Dessen Motor hatte 2 l Hubraum, vier Zylinder mit acht Ventilen und leistete maximal 85 kW (116 PS), ab 1993 gab es auch einen 16-Ventiler mit 110 kW (150 PS).
1994 war ein Sondermodell GTI-Edition mit 85 kW (116 PS) erhältlich, das werkseitig mit Colorglas, elektrischen Fensterhebern, Bordcomputer, Alarmanlage, Sportfahrwerk mit der Bereifung 205/50/15 auf wahlweise Speedline- oder BBS-Rädern, Doppelairbag und Recaro-Sportsitzen im GTI-Edition-Style ausgestattet war.
Von 1996 bis 1997 war das Sondermodell 20 Jahre GTI erhältlich, für das auch ein 81 kW (110 PS) starker Turbodieselmotor mit Direkteinspritzung (TDI) angeboten wurde.
Mit ihm feierte VW den 20. Geburtstag des ersten Golf GTI von 1976. Als Erinnerung an das Urmodell hatte das Jubiläumsmodell karierte Sitzbezüge; viele Interieurteile dieses Modells wurden in Rot gehalten, darunter beispielsweise die Sicherheitsgurte. Außerdem hatte er ein Lederlenkrad mit roten Nähten, einen Lederschaltsack mit roten Nähten, Schaltknauf in Golfball-Form mit eingelassener Linse samt GTI-Schriftzug, Lederhandbremsgriff mit roten Nähten und mit roten bzw. silbernen Knopf. Außen unterschied er sich vom normalen Golf 3 GTI durch rote Zierleisten an den Stoßfängern, zweiteilige BBS-Aluräder mit 16″ (Bereifung 215/40/16). In Österreich waren bei diesem Modell Ledersitze serienmäßig. Die „20 Jahre“-Sondermodelle sind auf dem Gebrauchtwagenmarkt begehrter als die normalen GTI-Vertreter der dritten Baureihe.
Für den US-Markt wurde der GTI wieder als eigenständiges Modell geführt, allerdings ohne einen exklusiven Motor, da der 2,0 l die Standardmotorisierung für nahezu alle US-Golf-III-Benziner darstellte. Der 16V-Motor war nicht mehr verfügbar.
- Golf GTI: 2,0 l 8V 85 kW/116 PS (mit Kat), max. Drehmoment 166 Nm, Motorkennbuchstaben (zeitliche Bauweise): 2E; ADY; AGG; ABA (Mexico-Golf, nur in den USA erhältlich, in Deutschland nicht verwendet); AKR;
- Golf GTI 16V: 2,0 l 16V 110 kW/150 PS (mit Kat), max. Drehmoment 180 Nm, Motorkennbuchstabe: ABF
- Golf GTI TDI: 1,9 l 81 kW/110 PS (wurde so als Sondermodell 20 Jahre GTI von 1996 bis 1997 gebaut, der Motor war jedoch auch im CL, GL oder GT erhältlich), max. Drehmoment 235 Nm, Motorkennbuchstabe: AFN

### Golf VR6
Eine weitere Neuheit in der Kompaktklasse war der Quereinbau eines Sechszylindermotors in den relativ schmalen Motorraum des Golf III. Es handelt sich allerdings nicht um einen klassischen V-Motor mit einem Zylinderwinkel von 60 oder 90 Grad. Der VR6 war mit seinem Zylinderwinkel von 15 Grad eine Mischung aus V- und Reihenmotor. Er ist der stärkste Motor des Golf III. Anders als herkömmliche V-Motoren hat der VR6-Motor nur einen Zylinderkopf, einen einfach zu bearbeitenden Motorblock und eine – genau wie beim Reihenmotor – siebenfach gelagerte Kurbelwelle. Die Nachteile sind relativ komplizierte Kettenführungen, sehr geringe Abstände zwischen den Zylindern und ungleiche Gaskanallängen. Die Wandstärken zwischen den Zylindern lassen Hubraumerweiterungen nur in engen Grenzen zu.
Stärkster interner Konkurrenzmotor war der später entwickelte und vorgestellte 2,0 16V mit dem Motorkennbuchstaben „ABF“, der 110 kW (150 PS) leistete. Dieser bot ähnliche Fahrleistungen bei einem – in der Praxis – um etwa 1,5 l/100 km geringeren Verbrauch. Steuergerät-intern wurden dem 16V Leistungsgrenzen per Software gesetzt, da dieser bei Tests oft über 115 kW (156 PS) streute. Unter den Fans der Golf-III-Gemeinde gibt es stets die Konkurrenz zwischen den 16V-Fahrern und den VR6-Fahrern.
Es gab einen 2,8 VR6 mit 128 kW (174 PS) und einen nur mit Allradantrieb lieferbaren 2,9 VR6 mit 140 kW (190 PS). Innerhalb der Bauzeit wurde der VR6 mehrfach überarbeitet, unter anderem wurde das Kettensystem umgestellt und der Zündverteiler entfiel (ruhende Zündung).
VW wollte mit den beiden Spitzenmotorisierungen 16V und VR6 ganz unterschiedliche Kundenkreise ansprechen. Der 16V blieb auch auf Grund der geringeren Vorderachslast dem GTI vorbehalten, der ja die sportliche Klientel anspricht. Er bietet ein insgesamt spritzigeres Fahrverhalten, da der vorne leichtere Golf nicht zu schnell zum Eindrehen des Hecks bei sportlicher Fahrweise neigt, was sich beim VR6 auch mit nachträglichen Fahrwerksänderungen nicht vollends beheben lässt.

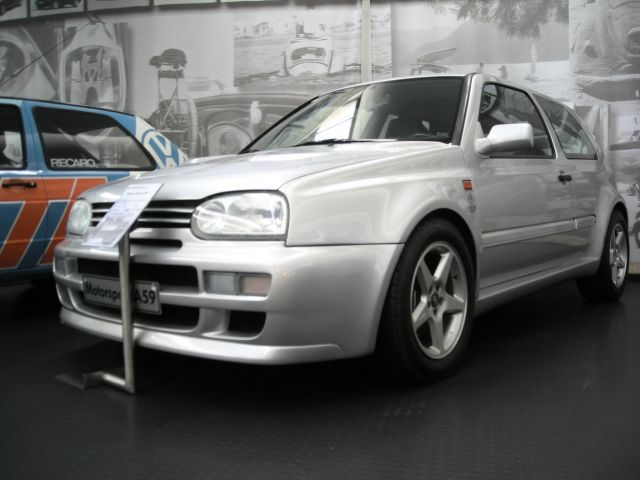
VW Golf A59 aus dem VW-Museum in Wolfsburg

Der VR6-Motor war von Anfang an als „Komfortmotor“ konzipiert, der den Golf in eine ganz andere Fahrzeugklasse heben sollte. Das tat er auch teilweise aufgrund seiner Fahrleistungen, der Laufkultur und insgesamt der Tatsache, dass er zur damaligen Zeit der einzige Sechszylinder in der Kompaktklasse war.
Allerdings hatte die hohe Leistung auch zur Folge, dass das Konzept vor allem von jungen Fahrern missverstanden wurde. Somit erlitten die VR6-Motoren ohne die nötige Pflege, die ihre Konstruktionskompromisse fordern, manchmal frühzeitig einen Motorschaden. Interessant ist auch zu erwähnen, dass nach dem Golf II GTI 16 V der 1980er-Jahre mit dem VR6 eine zweite „Tuning-Welle“ einsetzte – die Leistung wurde von namhaften Tunern mit Turboladern oder Kompressoren auf teilweise 441 kW (600 PS) oder mehr gesteigert.
Da VR6-Motoren eine gute Grundlage für Leistungssteigerungen bieten, wurden viele Exemplare modifiziert. Fahrzeuge im Originalzustand sind daher mittlerweile sehr selten und erreichen auf dem Gebrauchtwagenmarkt hohe Preise. 

### Golf SDI
Die Bezeichnung SDI (Saugdiesel mit Direkteinspritzung) steht für einen Dieselmotor, der bis auf den fehlenden Turbolader mit Ladeluftkühlung weitgehend baugleich mit dem TDI ist. Sensorik und Aktorik können entsprechend vereinfacht werden. Da die angesaugte Luftmasse fast nur vom Hubraum des Motors und der Drehzahl abhängt, konnte auf den Einsatz eines Luftmassenmessers verzichtet werden. In diesem Falle ist eine reine Kennfeldsteuerung möglich, da das Verhalten eines Turboladers bei veränderlicher Last keine Rolle spielt. Eine Korrektur mit einem Luftmassenmesser kann somit entfallen. Die Fahrzeuge erfüllen dank ihrer Kennfeldsteuerung mindestens die Euro-2-Norm. Die Leistung war mit 47 kW (64 PS) bei einem Hubraum von 1,9 Liter gleich der des parallel angebotenen Wirbelkammer-Diesels, allerdings war der SDI sparsamer.
Im Golf IV ab Oktober 1997 war ein überarbeiteter 1,9-Liter-SDI mit einer maximalen Leistung von 50 kW (68 PS) und einem maximalen Drehmoment von 133 Nm erhältlich. Die SDI-Motoren der Golf-IV-Baureihe basieren jedoch auf dem Konzept der TDI-Motoren der ALH-Baureihe und werden mit dem Kürzel AGP und AQM gekennzeichnet (andere Exportmodelle werden nicht betrachtet). Die Kurbelwelle und die Pleuel dieses Motors wurden aus niedriger legierten Gusswerkstoffen gefertigt als bei den Pendants mit Aufladung.

### Golf Cabrio

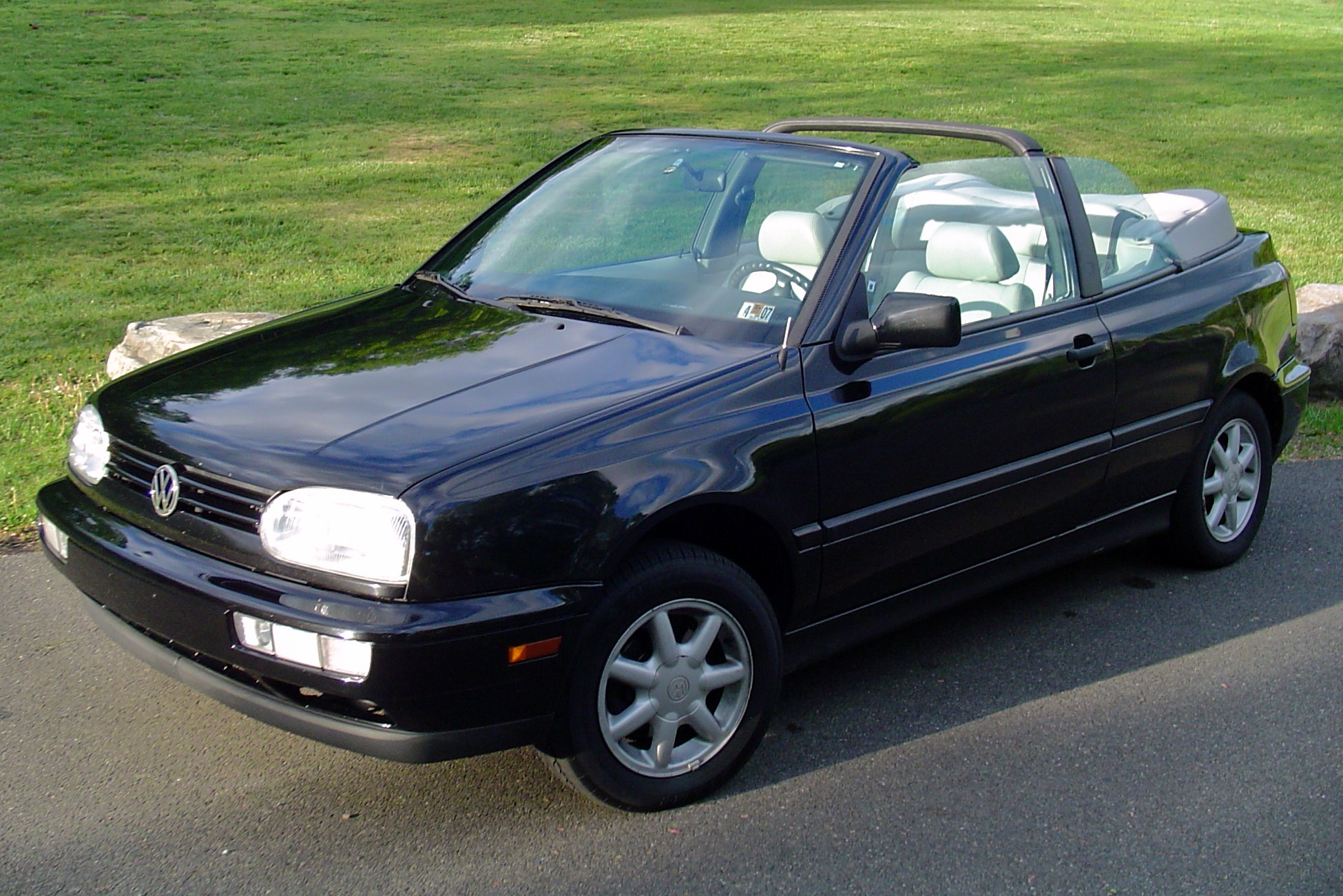
VW Golf Cabrio (1993–1998)

Im Sommer 1993 kam das Golf III Cabrio auf den Markt. Das neue Modell war erheblich größer, verwindungssteifer und sicherer als das Vorläufermodell, das noch auf der ersten Generation basiert hatte. So erhielten die für den deutschen Markt bestimmten Modelle bereits 1993 zwei Airbags und ABS serienmäßig. Motorenseitig gab es anfangs Ottomotoren mit 55, 66 und 85 kW (75, 90 und 116 PS), ab 1994 auch 74 kW (101 PS).
Das Golf-III-Cabrio war 1995 das erste Cabrio in der Kompaktklasse mit einem Dieselmotor. Zum Einsatz kam hier der 66-kW-(90-PS)-TDI-Motor mit Verteilereinspritzpumpe, ab 1996 auch als 81-kW-(110-PS)-TDI mit VTG-Turbolader. Bis 1998 verließen 139.578 Fahrzeuge die Bänder. Auch von diesem Modell gab es zahlreiche Sondermodelle, darunter Genesis, Rolling Stones, Pink Floyd, Joker, Bon Jovi, Christmas Edition oder Classic Edition.

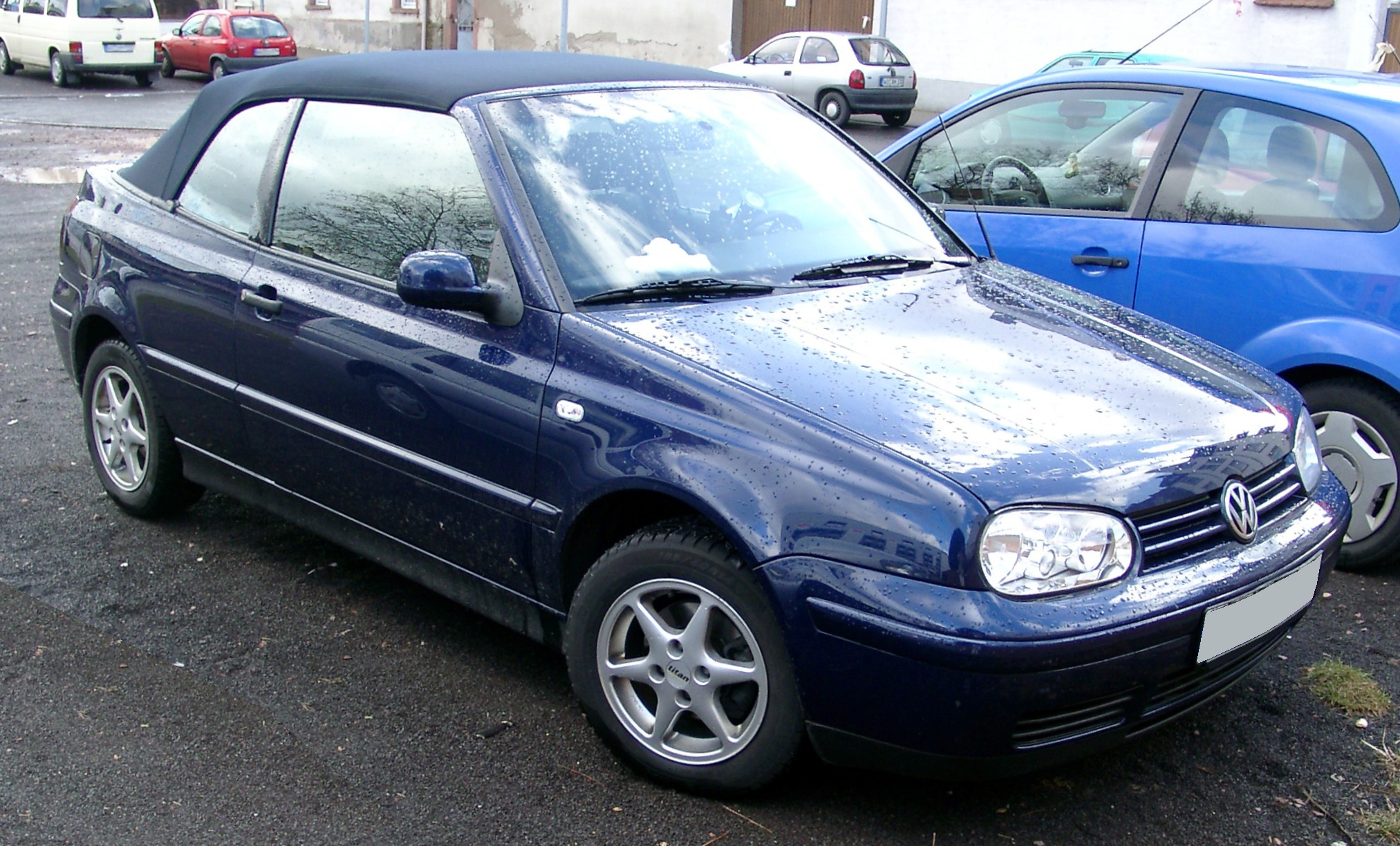
VW Golf Cabrio (1998–2002)

Mitte 1998 wurde nach dem Modellwechsel zum normalen Golf IV das Cabriolet umfassend überarbeitet. Die Motoren wurden dabei etwas modifiziert. Außerdem kamen höherwertige Innenraummaterialien zum Einsatz. Die Instrumentenbeleuchtung wurde blau, vorne wurden die Scheinwerfer, Motorhaube, Stoßfänger und Kühlergrillblende vom Golf IV übernommen bzw. der Optik des neuen Golf angepasst. Auch die Nummernschildmulde ist im Heckstoßfänger untergebracht worden, um dem Golf IV ähnlicher zu sein.
Das überarbeitete Modell wurde als Golf IV Cabrio verkauft, aber es handelte sich dabei technisch um einen Golf III. Alle technischen Baugruppen blieben bis auf einzelne Neuerungen baugleich, so dass man von einem Facelift sprechen muss. Ab 2000 knickte der Absatz ein, da Cabrios mit klappbarem festem Hardtop wie beispielsweise der Peugeot 206 CC immer gefragter wurden. Dies führte dazu, dass die Produktion des Golf Cabrio im Juni 2002 beendet wurde (Karmann stellte die Produktion bereits im Dezember 2001 ein). Die letzten Fahrzeuge kamen aus mexikanischer Produktion nach Europa.
Insgesamt beläuft sich die gesamte Produktion des Golf III Cabrios auf 164.234 Exemplare.

### Golf Sondermodelle: Logos

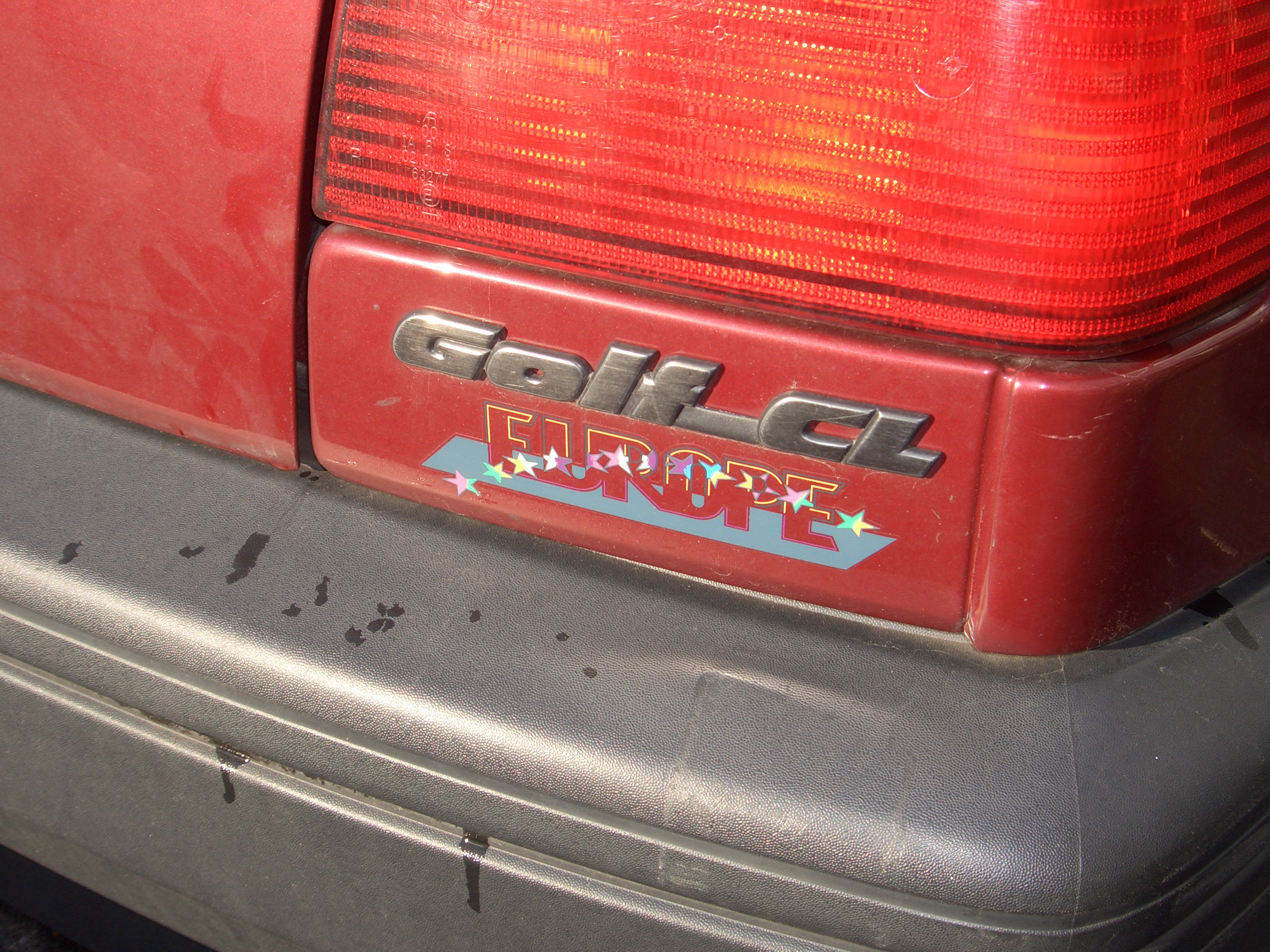
VW Golf III Europe (1993)
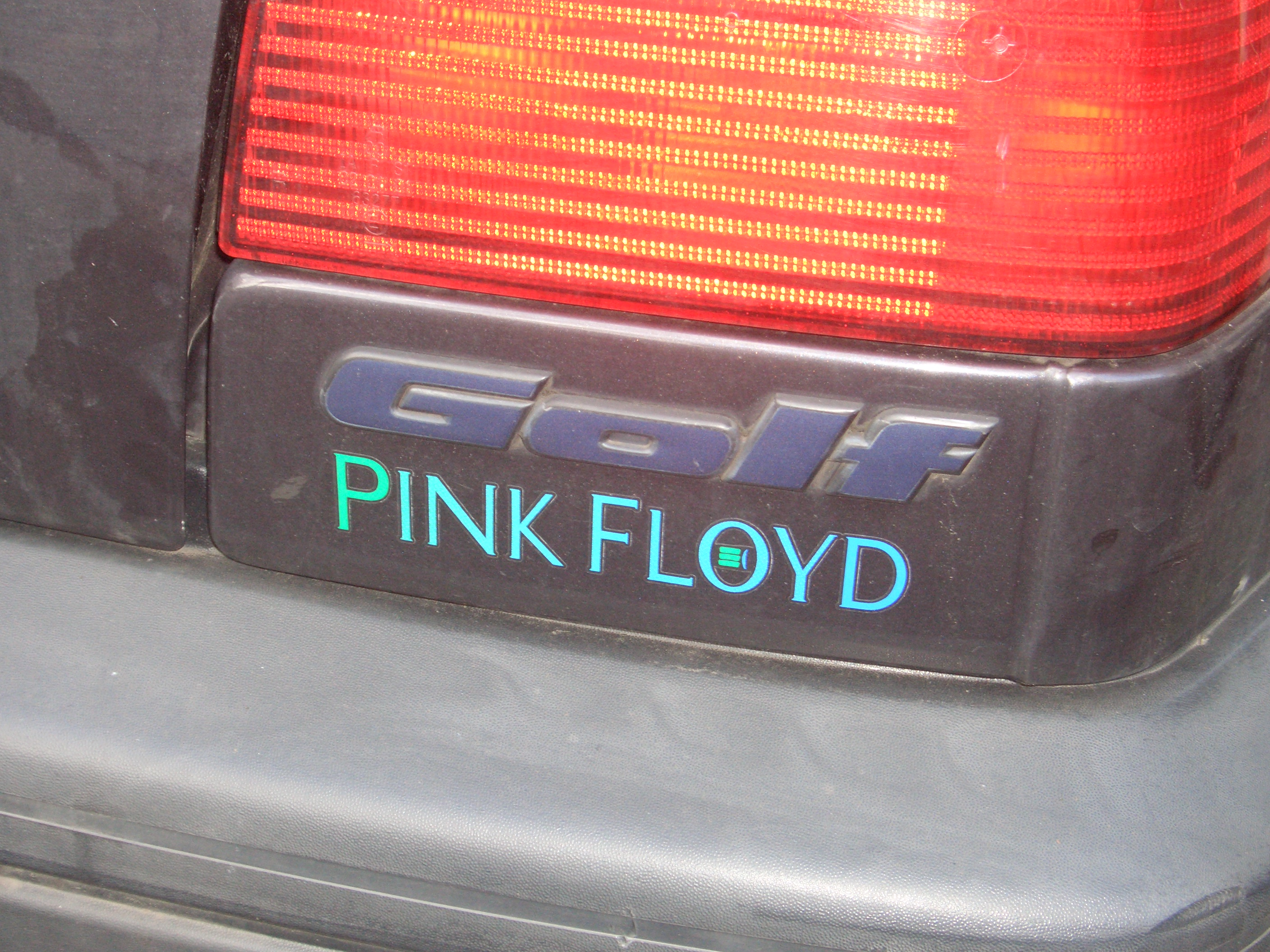
VW Golf III Pink Floyd (1994)
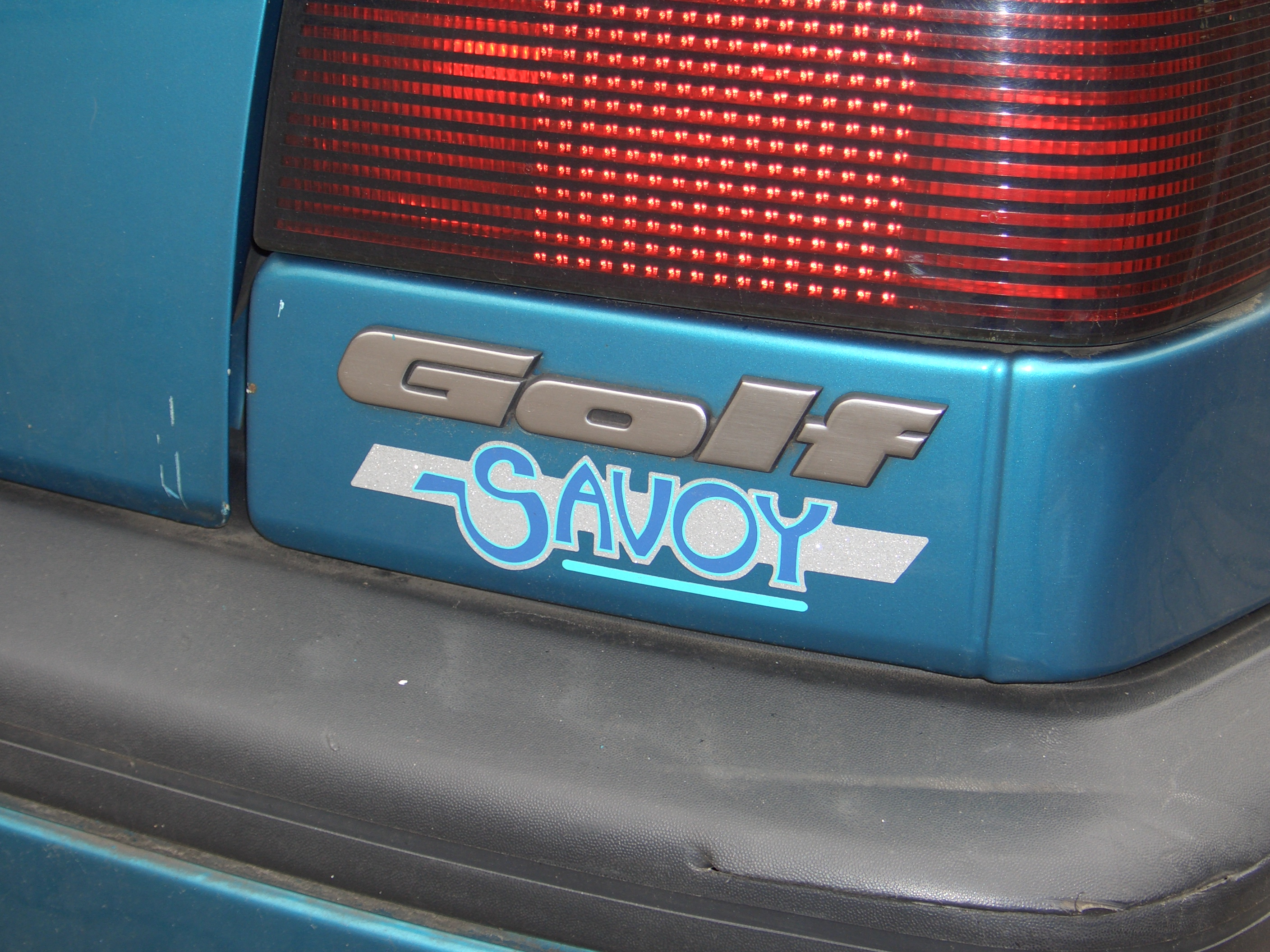
VW Golf III Savoy (1994)
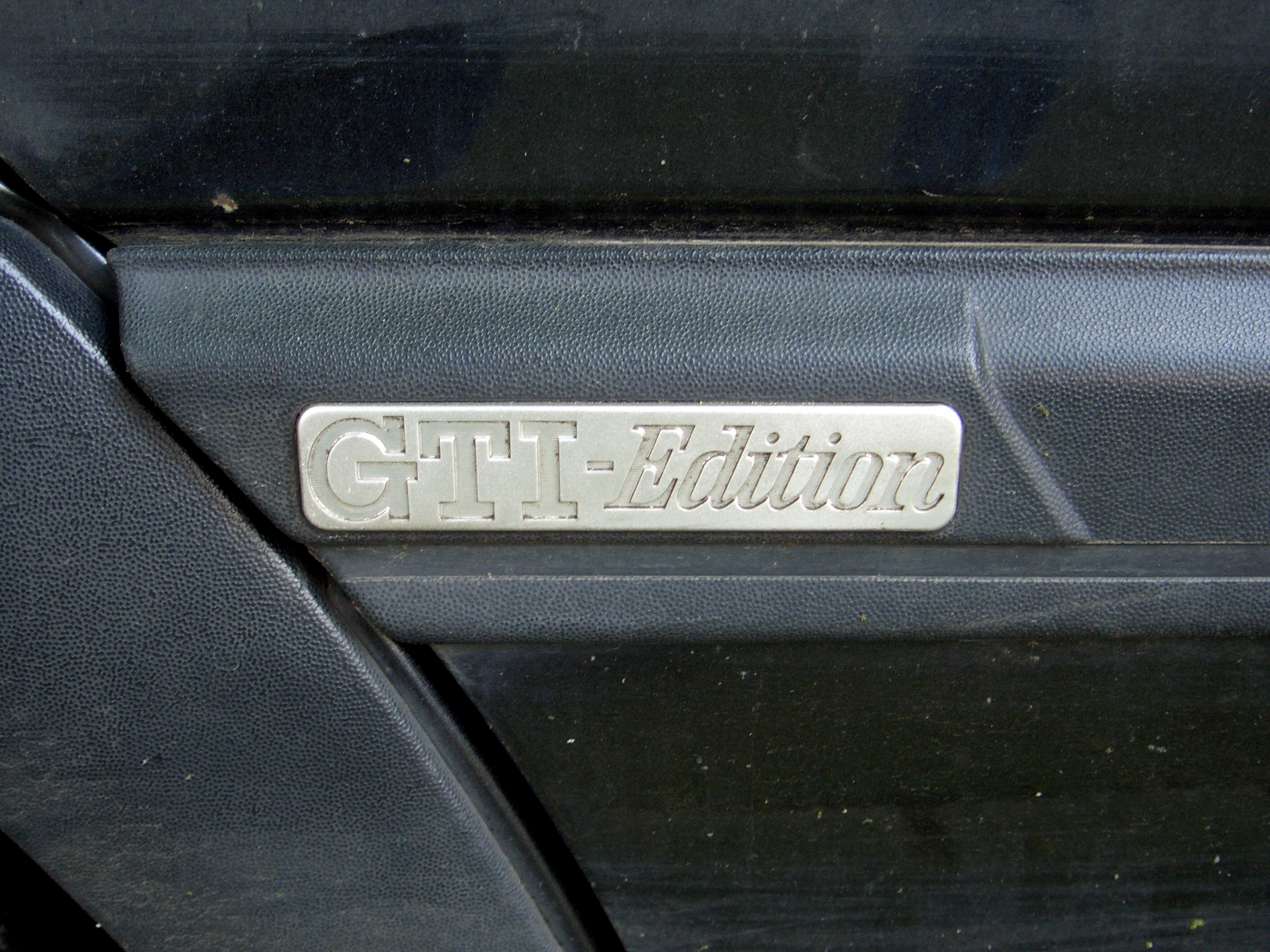
VW Golf III GTI Edition (1994)
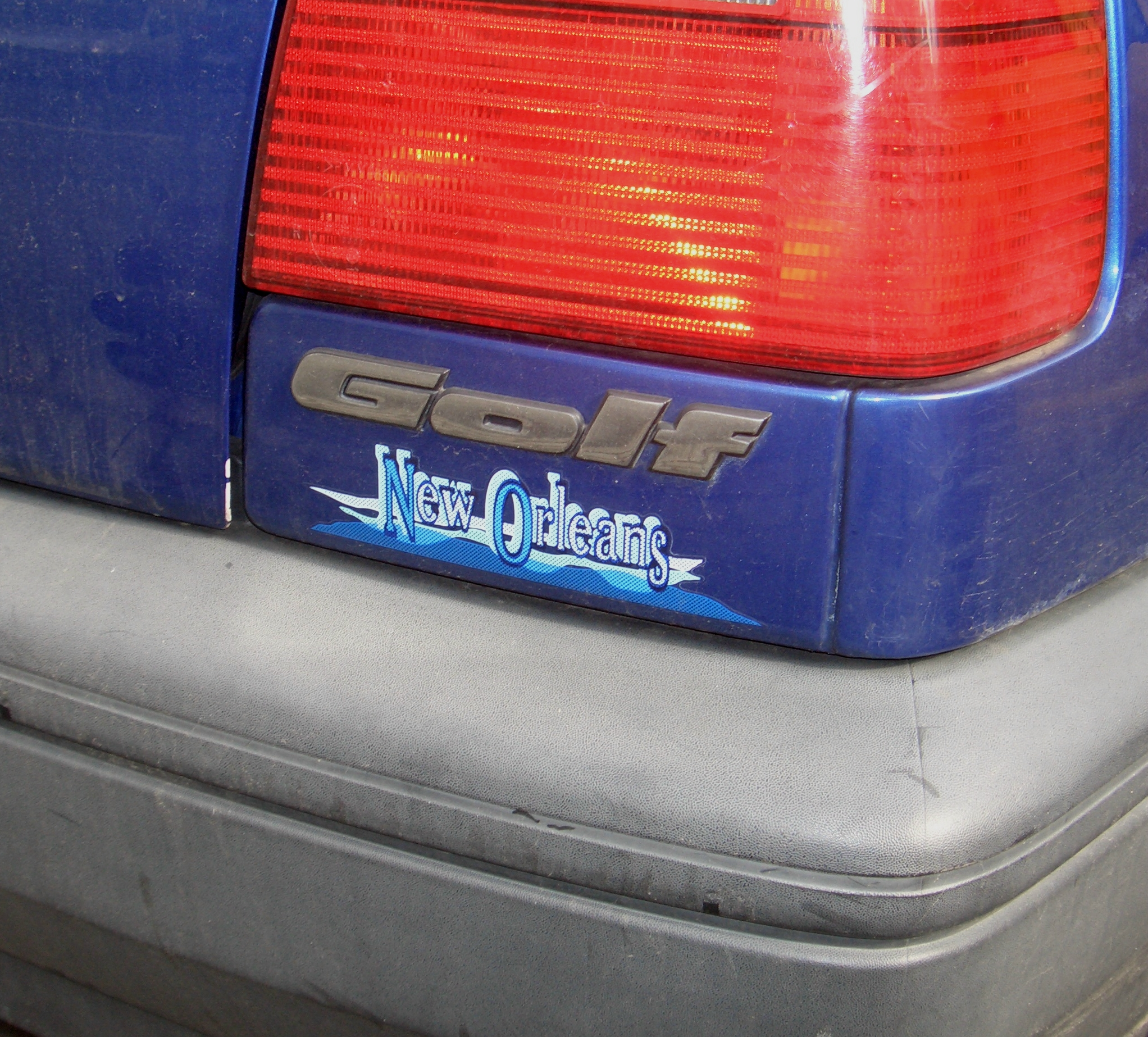
VW Golf III New Orleans (1994)
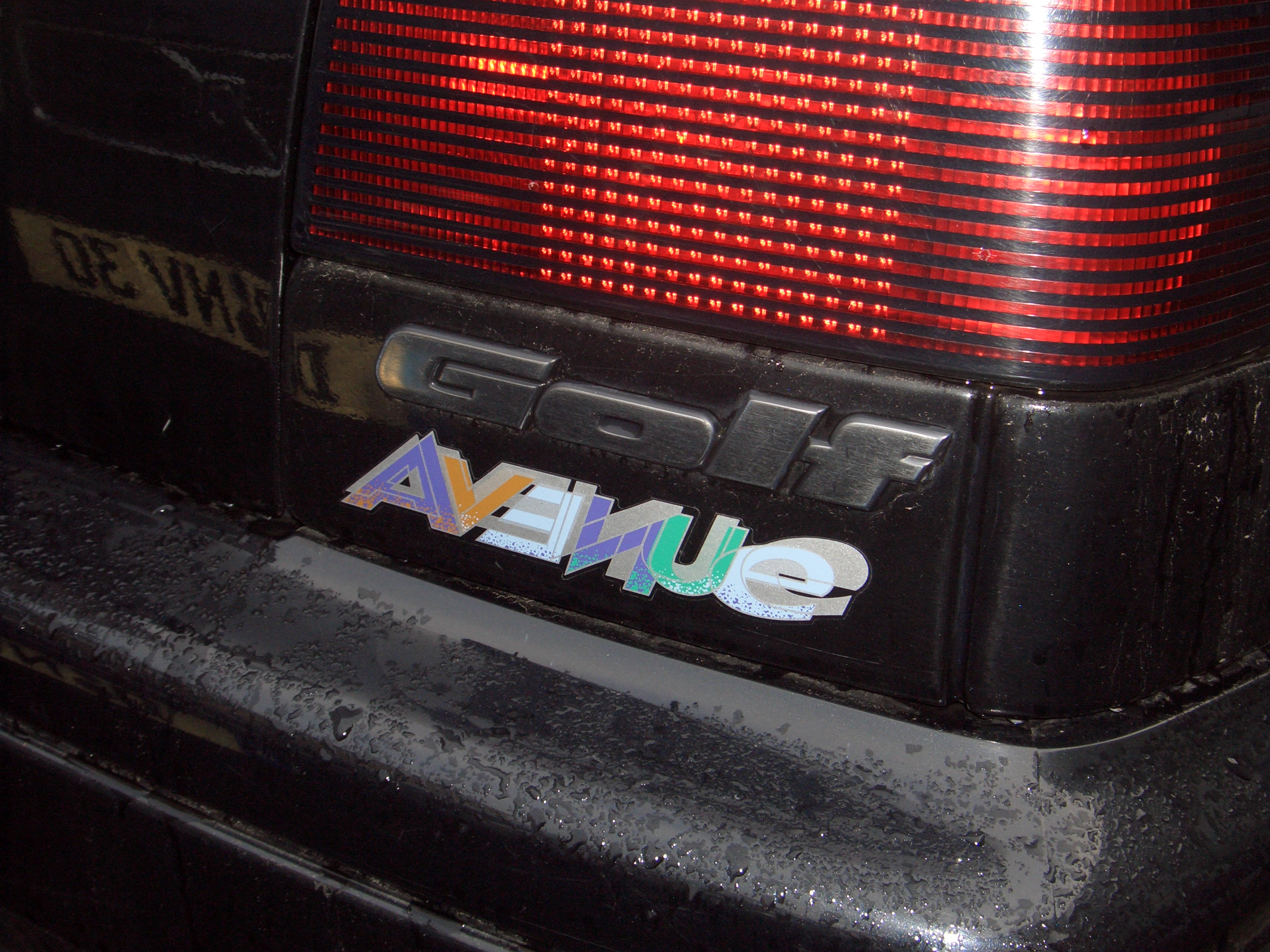
VW Golf III Avenue (1995)
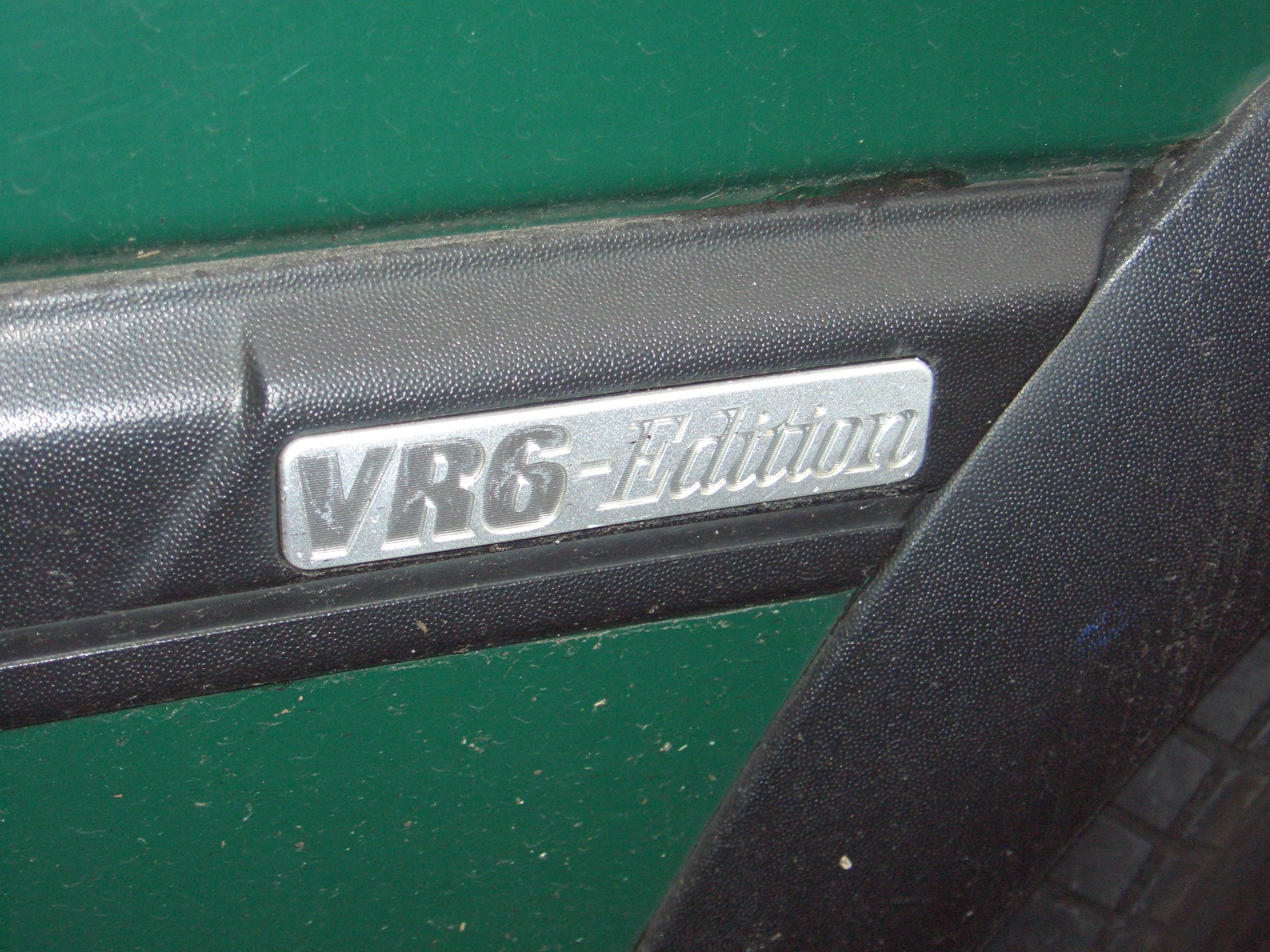
VW Golf III VR6 Edition (1995)
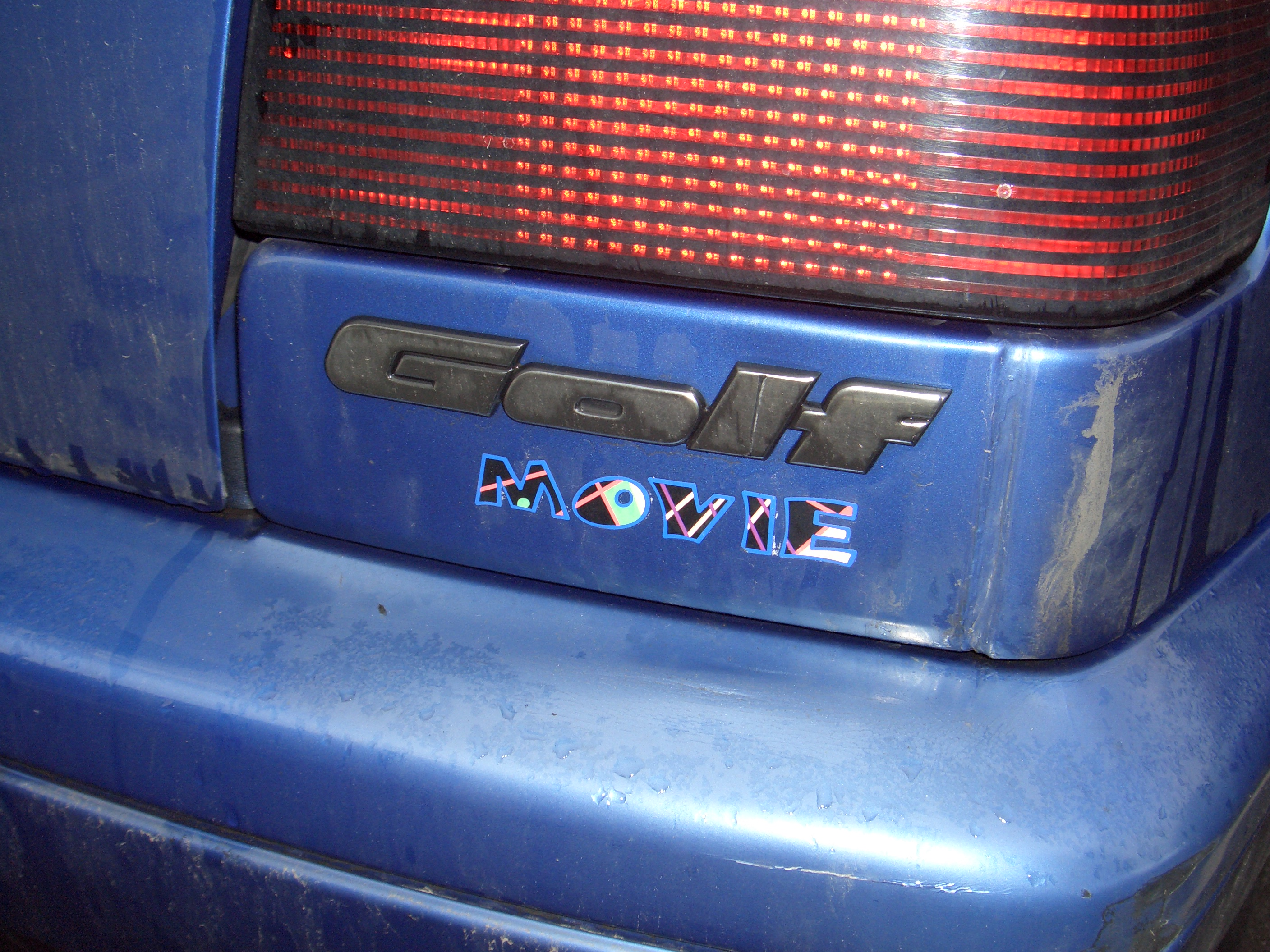
VW Golf III Movie (1995)
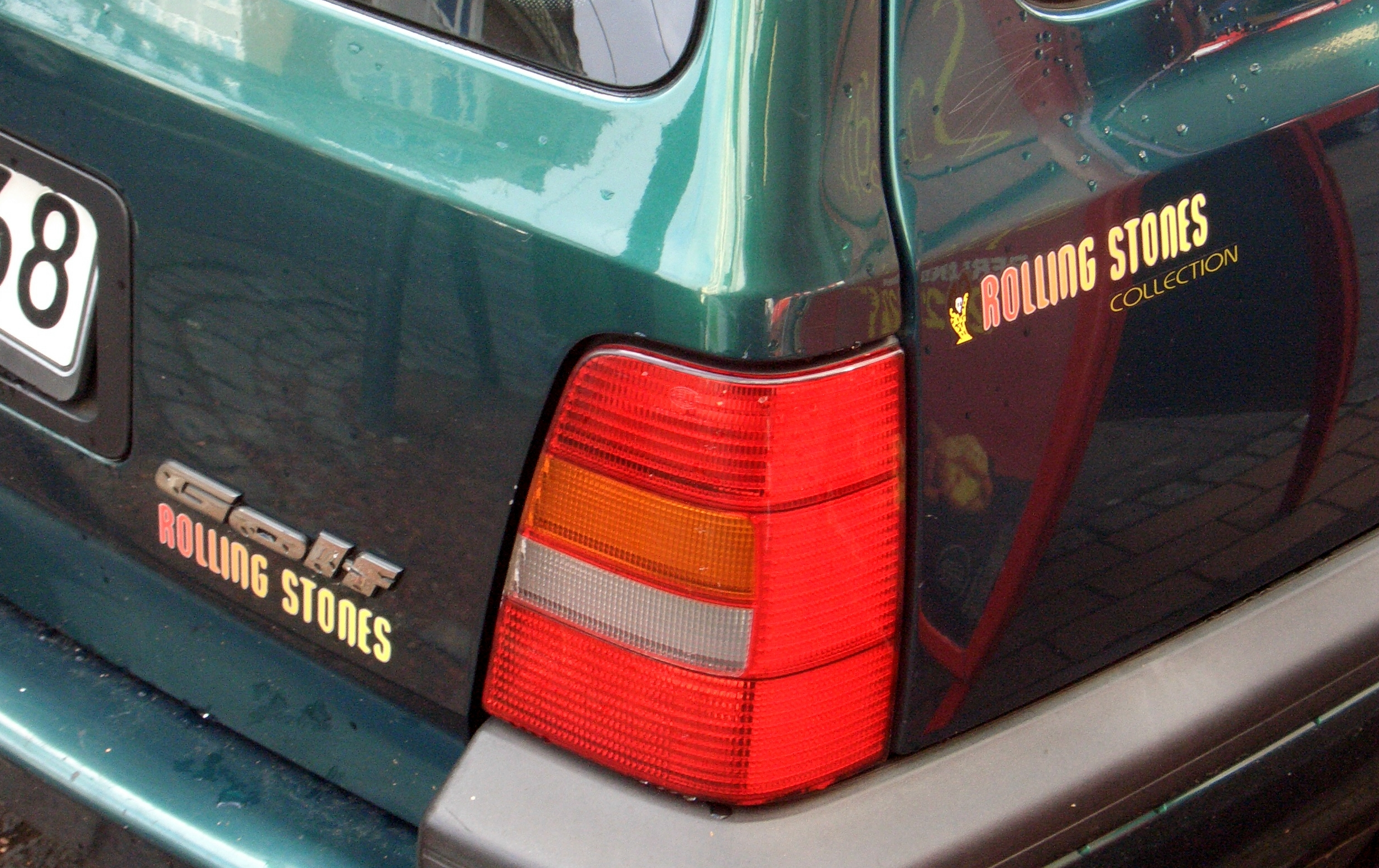
VW Golf III Rolling Stones (1995)
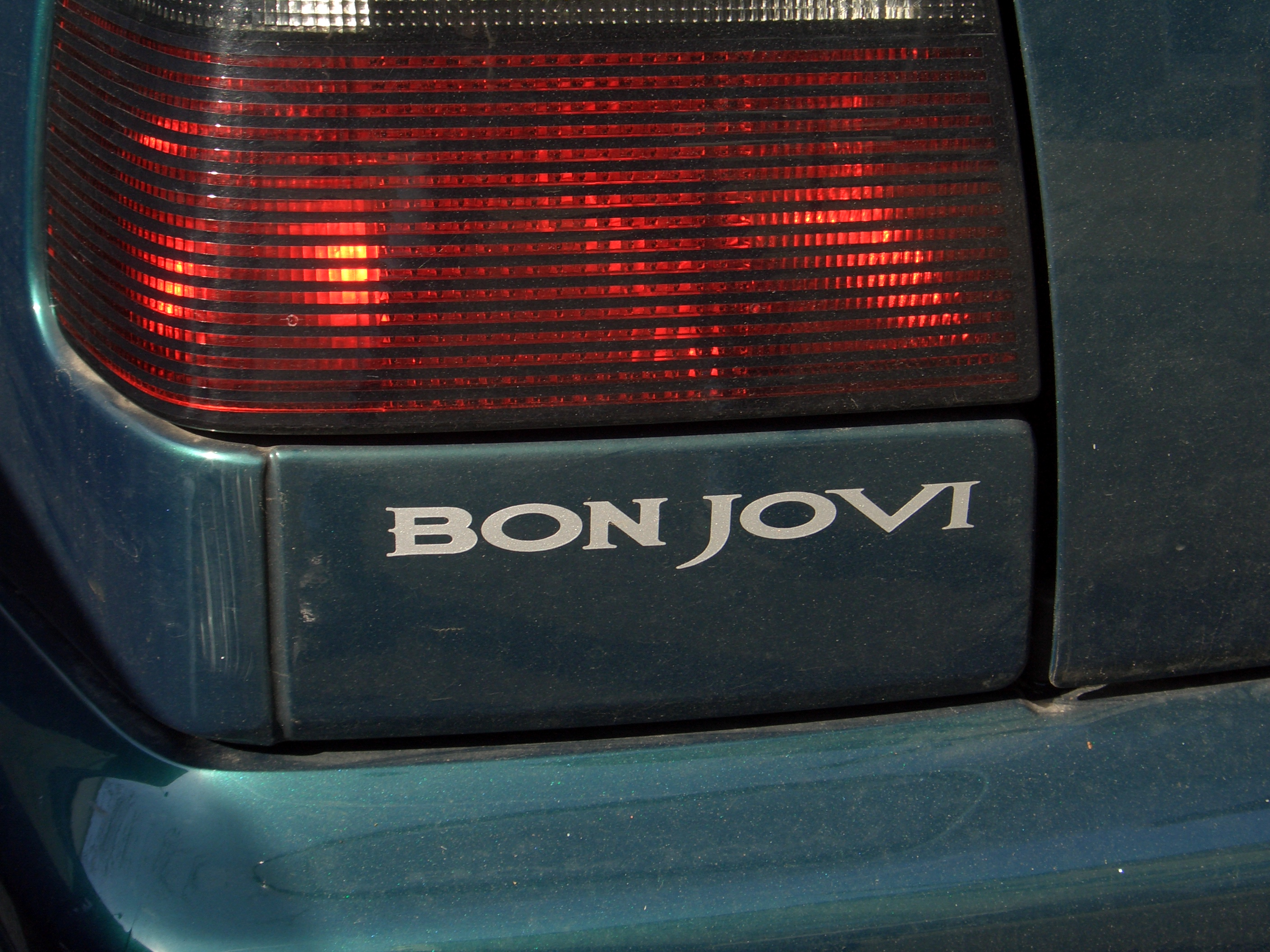
VW Golf III Bon Jovi (1996)
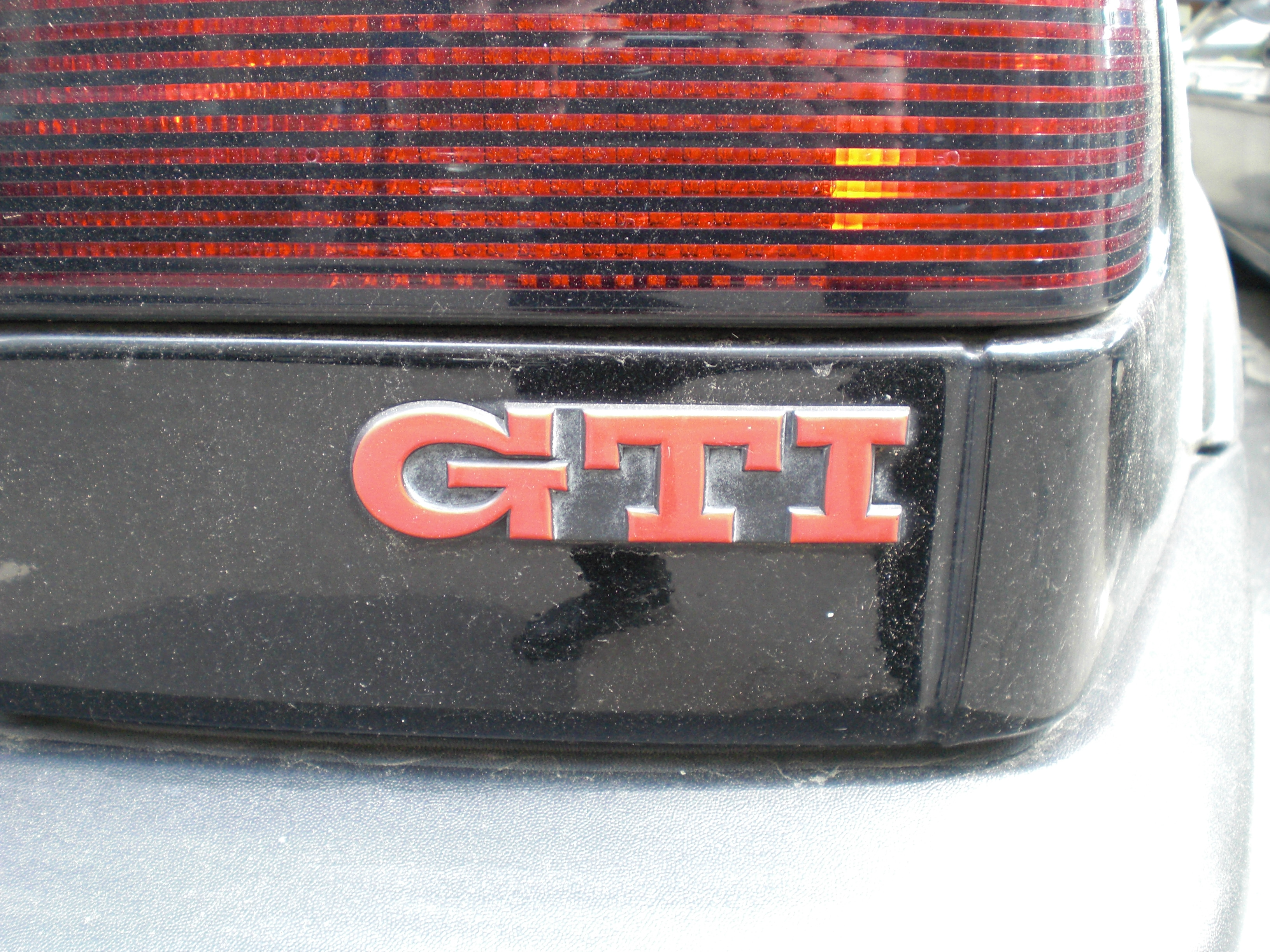
VW Golf III GTI 20 Jahre GTI (1996)
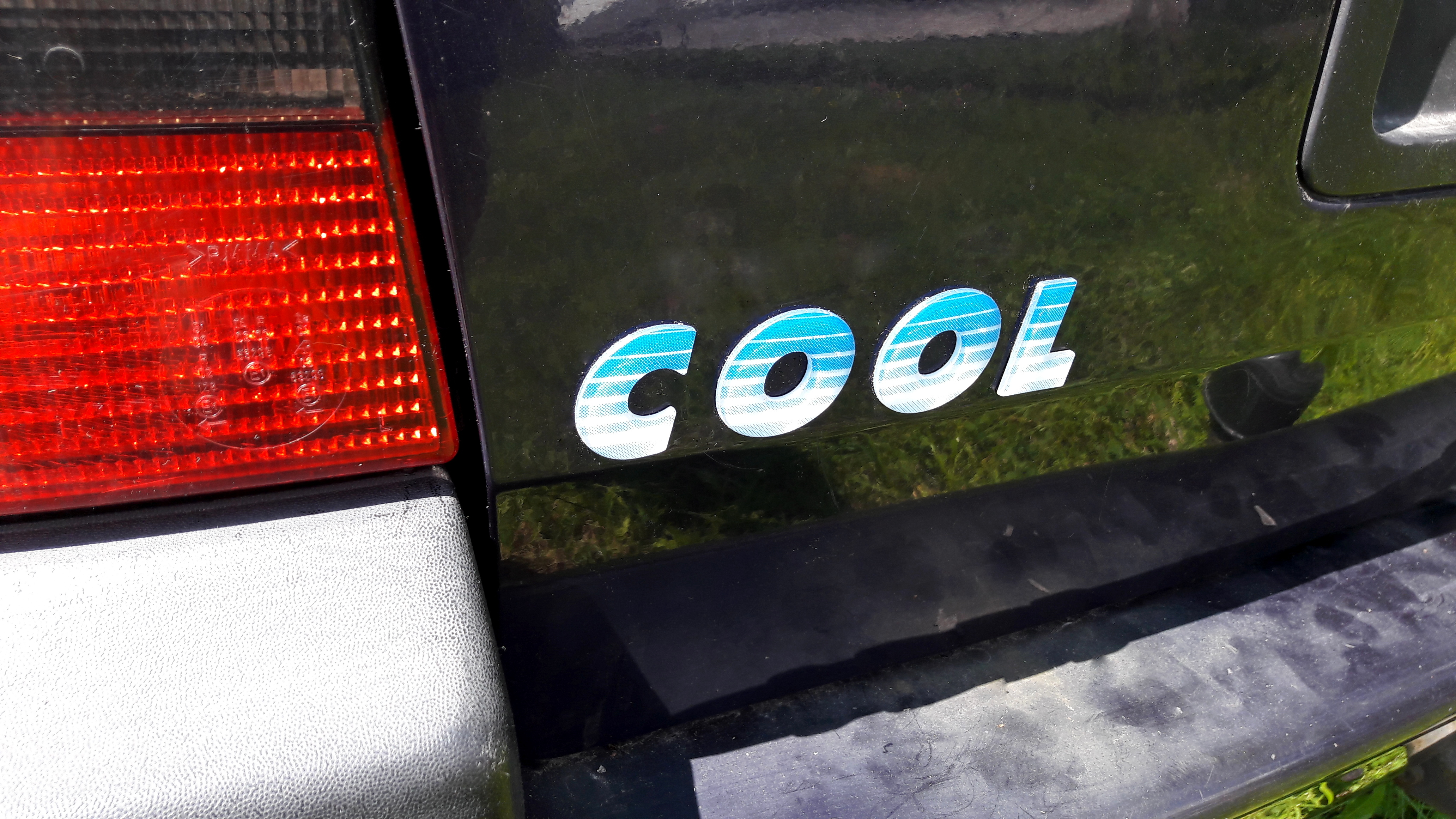
Golf III Rabbit COOL (1996)
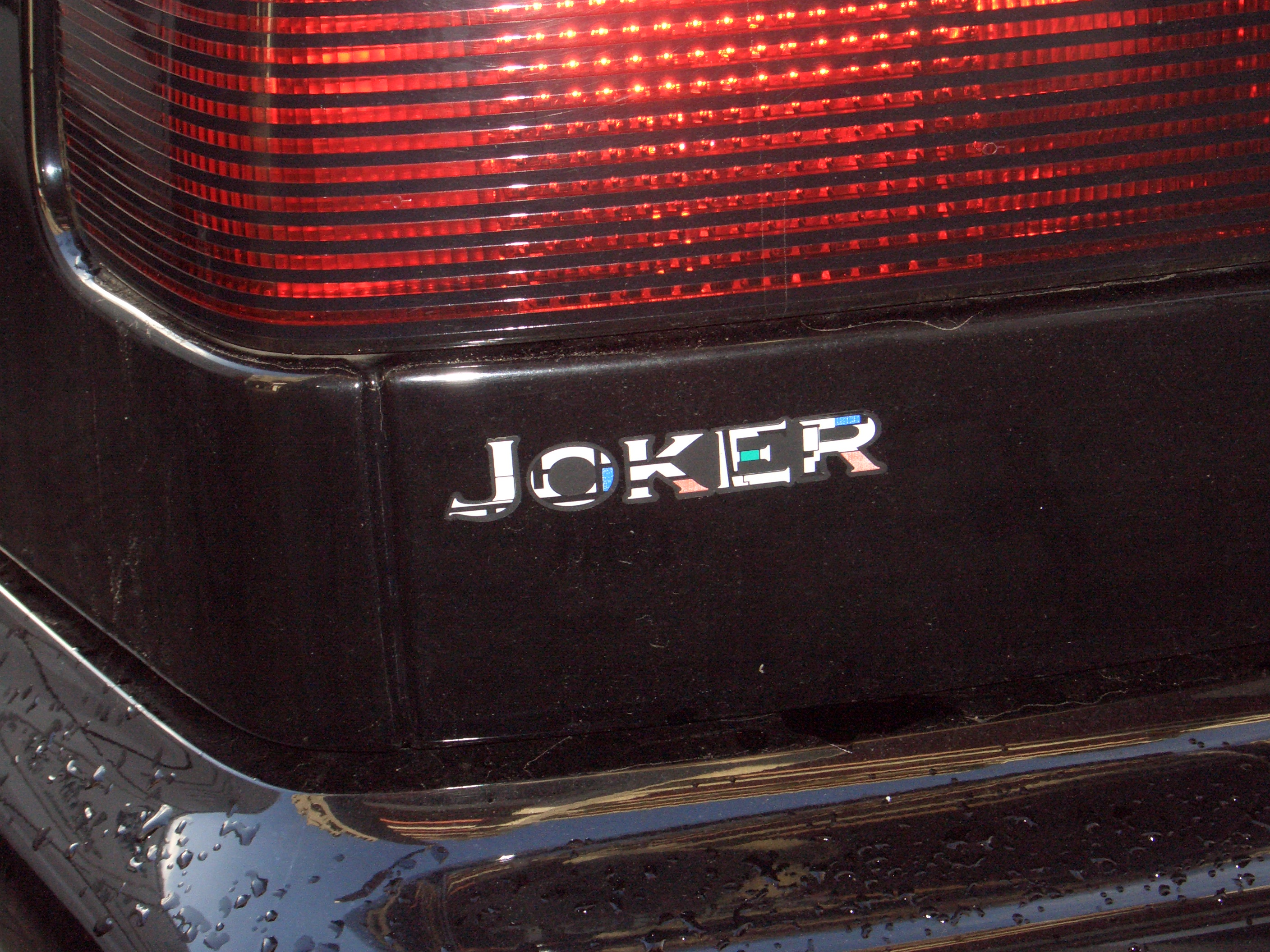
VW Golf III Joker (1997)
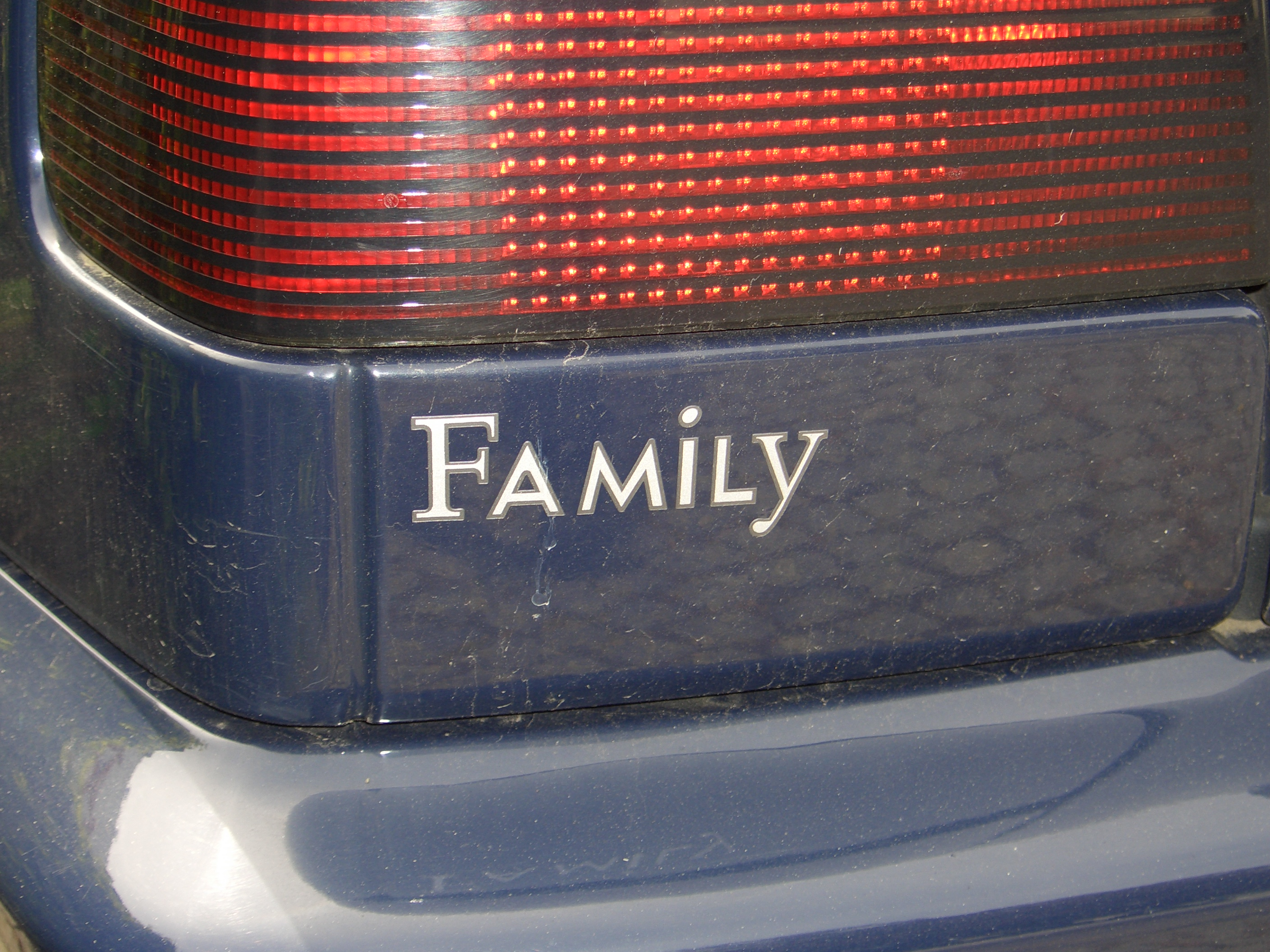
VW Golf III Family (1997)

## Technische Daten

### Ottomotoren
|                                             | 1,4 l | 1,4 l | 1,4 l | 1,4 l | 1,6 l | 1,6 l | 1,6 l | 1,6 l | 1,6 l |
| Bauzeitraum                                 | 09.1991–07.1995 | 09.1991–07.1995 | 08.1995–12.1997 | 08.1995–12.1997 | 08.1992–09.1994 | 09.1994–07.1995 | 08.1995–12.1997                                                                                               | 08.1994–10.1995 | 11.1995–12.1997 |
| Motorkenndaten                              | | | | | | | | | |
| Motorkennbuchstaben                         | ABD | ABD | AKP | AEX, APQ | ABU | AEA | AEE | AEK | AFT |
| Motortyp                                    | R4-Ottomotor | R4-Ottomotor | R4-Ottomotor | R4-Ottomotor | R4-Ottomotor | R4-Ottomotor | R4-Ottomotor                                                                                                  | R4-Ottomotor | R4-Ottomotor |
| Anzahl Ventile pro Zylinder                 | 2 | 2 | 2 | 2 | 2 | 2 | 2 | 2 | 2 |
| Ventilsteuerung                             | OHC, Zahnriemen | OHC, Zahnriemen | OHC, Zahnriemen | OHC, Zahnriemen | OHC, Zahnriemen | OHC, Zahnriemen | OHC, Zahnriemen                                                                                               | OHC, Zahnriemen | OHC, Zahnriemen |
| Gemischaufbereitung                         | Zentraleinspritzung | Zentraleinspritzung | Saugrohreinspritzung | Saugrohreinspritzung | Zentraleinspritzung | Zentraleinspritzung | Saugrohreinspritzung                                                                                          | Saugrohreinspritzung | Saugrohreinspritzung |
| Motormanagement-System                      | Mono-Motronic | Mono-Motronic | Motronic MP 9.0 | Motronic MP 9.0 | Mono-Motronic | Mono-Motronic 1,3 | MPI Marelli 1AV                                                                                               | Motronic M2.9 | Simos 4S2 |
| Kühlung                                     | Wasserkühlung | Wasserkühlung | Wasserkühlung | Wasserkühlung | Wasserkühlung | Wasserkühlung | Wasserkühlung                                                                                                 | Wasserkühlung | Wasserkühlung |
| Bohrung × Hub                               | 75,0 mm × 78,7 mm (1) | 75,0 mm × 78,7 mm (1) | 76,5 mm × 75,6 mm | 76,5 mm × 75,6 mm | 76,5 mm × 86,9 mm | 76,5 mm × 86,9 mm | 76,5 mm × 86,9 mm                                                                                             | 81,0 mm × 77,4 mm | 81,0 mm × 77,4 mm |
| Hubraum                                     | 1391 cm³ (1) | 1391 cm³ (1) | 1390 cm³ | 1390 cm³ | 1598 cm³ | 1598 cm³ | 1598 cm³ | 1595 cm³ | 1595 cm³ |
| Verdichtungsverhältnis                      | 9,2:1 | 9,2:1 | 10,2:1 | 10,2:1 | 9,3:1 | 10,0:1 | 9,8:1 | 10,3:1 | 10,3:1 |
| max. Leistung bei min−1                     | 40 kW (55 PS) /5200 | 44 kW (60 PS) /5200 | 40 kW (55 PS) /4700 | 44 kW (60 PS) /4700 | 55 kW (75 PS) /5200 | 55 kW (75 PS) /5200 | 55 kW (75 PS) /4800                                                                                           | 74 kW (100 PS) /5800 | 74 kW (100 PS) /5800 |
| max. Drehmoment bei min−1                   | 107 Nm /2400–2800 | 107 Nm /2400–2800 | 116 Nm /3000 | 116 Nm /2800–3200 | 126 Nm /2600 | 128 Nm /2800–3400 | 135 Nm /2800–3600                                                                                             | 135 Nm /4400 | 140 Nm /3500 |
| Kraftübertragung                            | | | | | | | | | |
| Antrieb                                     | Vorderradantrieb | Vorderradantrieb | Vorderradantrieb | Vorderradantrieb | Vorderradantrieb | Vorderradantrieb | Vorderradantrieb                                                                                              | Vorderradantrieb | Vorderradantrieb |
| Getriebe, serienmäßig                       | 4-Gang/5-Gang-Schaltgetriebe | 4-Gang/5-Gang-Schaltgetriebe | 4-Gang/5-Gang-Schaltgetriebe | 4-Gang/5-Gang-Schaltgetriebe | 5-Gang-Schaltgetriebe | 5-Gang-Schaltgetriebe | 5-Gang-Schaltgetriebe                                                                                         | 5-Gang-Schaltgetriebe | 5-Gang-Schaltgetriebe |
| Getriebe, optional                          | – | – | – | – | – | – | – | – | 4-Stufen- Automatik- getriebe                                                                                                   |
| Fahrwerk                                    | | | | | | | | | |
| Radaufhängung vorn                          | MacPherson-Federbeine, Dreieckslenker | MacPherson-Federbeine, Dreieckslenker | MacPherson-Federbeine, Dreieckslenker | MacPherson-Federbeine, Dreieckslenker                                                                                                | MacPherson-Federbeine, Dreieckslenker                                                                                                | MacPherson-Federbeine, Dreieckslenker                                                                                                | MacPherson-Federbeine, Dreieckslenker                                                                         | MacPherson-Federbeine, Dreieckslenker                                                                                           | MacPherson-Federbeine, Dreieckslenker                                                                                           |
| Radaufhängung hinten                        | Verbundlenkerachse (Syncro: Schräglenkerachse), Schraubenfedern | Verbundlenkerachse (Syncro: Schräglenkerachse), Schraubenfedern | Verbundlenkerachse (Syncro: Schräglenkerachse), Schraubenfedern | Verbundlenkerachse (Syncro: Schräglenkerachse), Schraubenfedern                                                                      | Verbundlenkerachse (Syncro: Schräglenkerachse), Schraubenfedern                                                                      | Verbundlenkerachse (Syncro: Schräglenkerachse), Schraubenfedern                                                                      | Verbundlenkerachse (Syncro: Schräglenkerachse), Schraubenfedern                                               | Verbundlenkerachse (Syncro: Schräglenkerachse), Schraubenfedern                                                                 | Verbundlenkerachse (Syncro: Schräglenkerachse), Schraubenfedern                                                                 |
| Bremsen                                     | Scheibenbremsen vorn (Ø 239×12 mm massiv (ab 1996 innenbelüftet Ø 239 x 20 mm)) Trommeln hinten, a.W. ABS (3) | Scheibenbremsen vorn (Ø 239×12 mm massiv (ab 1996 innenbelüftet Ø 239 x 20 mm)) Trommeln hinten, a.W. ABS (3) | Scheibenbremsen vorn (Ø 239×12 mm massiv (ab 1996 innenbelüftet Ø 239 x 20 mm)) Trommeln hinten, a.W. ABS (3) | Scheibenbremsen vorn (Ø 239×12 mm massiv (ab 1996 innenbelüftet Ø 239 x 20 mm)) Trommeln hinten, a.W. ABS (3)                        | Scheibenbremsen vorn (Ø 239×12 mm massiv (ab 1996 innenbelüftet Ø 239 x 20 mm)) Trommeln hinten, a.W. ABS (3)                        | Scheibenbremsen vorn (Ø 239×12 mm massiv (ab 1996 innenbelüftet Ø 239 x 20 mm)) Trommeln hinten, a.W. ABS (3)                        | Scheibenbremsen vorn (Ø 239×12 mm massiv (ab 1996 innenbelüftet Ø 239 x 20 mm)) Trommeln hinten, a.W. ABS (3) | Scheibenbremsen vorn (Ø 256×20 mm innenbelüftet, hinten Ø 226×10 mm massiv (nur GT), sonst Trommelbremsen hinten), a.W. ABS (3) | Scheibenbremsen vorn (Ø 256×20 mm innenbelüftet, hinten Ø 226×10 mm massiv (nur GT), sonst Trommelbremsen hinten), a.W. ABS (3) |
| Lenkung                                     | Zahnstangenlenkung | Zahnstangenlenkung | Zahnstangenlenkung | Zahnstangenlenkung | Zahnstangenlenkung | Zahnstangenlenkung | Zahnstangenlenkung                                                                                            | Zahnstangenlenkung | Zahnstangenlenkung |
| Messwerte (4)                               | | | | | | | | | |
| Höchstgeschwindigkeit                       | 155 km/h | 157 km/h | 153 km/h | 157 km/h | 168 km/h | 168 km/h | 168 km/h | 188 km/h | 188 km/h (185 km/h) |
| Beschleunigung, 0–100 km/h                  | 18,3 s | 16,7 s | 17,5 s | 15,9 s | 14,0 s | 13,8 s | 13,4 s | 11,2 s | 11,2 s (13,1 s) |
| Kraftstoffverbrauch auf 100 km (kombiniert) | 7,0 l N | 7,0 l N | 6,8 l S | 6,8 l S | 7,3 l N | 7,0 l N | 7,2 l N | 7,7 l S | 7,9 l S (9,1 l S) |
| CO2-Emission (kombiniert)                   | k. A. | k. A. | 163 g/km | 163 g/km | k. A. | k. A. | 173 g/km | 190 g/km | 190 g/km (218 g/km) |
|                                             | | | | | | | | | |
|                                             | 1,8 l | 1,8 l | 1,8 l | 2,0 l | 2,0 l | 2,0 l | 2,0 l 16V | 2,8 VR6 | 2,9 VR6 |
| Bauzeitraum                                 | 09.1991–12.1997 | 09.1991–09.1994 | 10.1994–12.1997 | 09.1991–09.1994 | 10.1994–07.1995 | 08.1995–12.1997 | 08.1992–12.1997                                                                                               | 09.1991–12.1997 | 08.1994–12.1997 |
| Motorkenndaten                              | | | | | | | | | |
| Motorkennbuchstaben                         | AAM, ANN | ABS | ADZ, ANP | 2E | ADY | AGG | ABF | AAA | ABV |
| Motortyp                                    | R4-Ottomotor | R4-Ottomotor | R4-Ottomotor | R4-Ottomotor | R4-Ottomotor | R4-Ottomotor | R4-Ottomotor                                                                                                  | VR6-Ottomotor | VR6-Ottomotor |
| Anzahl Ventile pro Zylinder                 | 2 | 2 | 2 | 2 | 2 | 2 | 4 | 2 | 2 |
| Ventilsteuerung                             | OHC, Zahnriemen | OHC, Zahnriemen | OHC, Zahnriemen | OHC, Zahnriemen | OHC, Zahnriemen | OHC, Zahnriemen | DOHC, Zahnriemen                                                                                              | DOHC, Kette | DOHC, Kette |
| Gemischaufbereitung                         | Zentraleinspritzung | Zentraleinspritzung | Zentraleinspritzung | Saugrohreinspritzung | Saugrohreinspritzung | Saugrohreinspritzung | Saugrohreinspritzung                                                                                          | Saugrohreinspritzung | Saugrohreinspritzung |
| Motormanagement-System                      | Mono-Motronic | Mono-Motronic | Mono-Motronic | Digifant | Simos | Simos | Digifant | Motronic M2.9 | Motronic M3.8.1 |
| Kühlung                                     | Wasserkühlung | Wasserkühlung | Wasserkühlung | Wasserkühlung | Wasserkühlung | Wasserkühlung | Wasserkühlung                                                                                                 | Wasserkühlung | Wasserkühlung |
| Bohrung × Hub                               | 81,0 mm × 86,4 mm | 81,0 mm × 86,4 mm | 81,0 mm × 86,4 mm | 82,5 mm × 92,8 mm | 82,5 mm × 92,8 mm | 82,5 mm × 92,8 mm | 82,5 mm × 92,8 mm                                                                                             | 81,0 mm × 90,3 mm | 82,0 mm × 90,3 mm |
| Hubraum                                     | 1781 cm³ | 1781 cm³ | 1781 cm³ | 1984 cm³ | 1984 cm³ | 1984 cm³ | 1984 cm³ | 2792 cm³ | 2861 cm³ |
| Verdichtungsverhältnis                      | 9,0:1 | 10,0:1 | 10,0:1 | 10,4:1 | 10,0:1 | 9,6:1 | 10,5:1 | 10,0:1 | 10,0:1 |
| max. Leistung bei min−1                     | 55 kW (75 PS) /5000 | 66 kW (90 PS) /5500 | 66 kW (90 PS) /5500 | 85 kW (115 PS) /5400 | 85 kW (115 PS) /5400 | 85 kW (115 PS) /5400 | 110 kW (150 PS) /6000                                                                                         | 128 kW (174 PS) /5800 | 140 kW (190 PS) /5800 |
| max. Drehmoment bei min−1                   | 140 Nm /2500 | 145 Nm /2500 | 145 Nm /2500 | 166 Nm /3200 | 166 Nm /3200 | 166 Nm /2600 | 180 Nm /4800                                                                                                  | 235 Nm (2) /4200 | 245 Nm /4200 |
| Kraftübertragung                            | | | | | | | | | |
| Antrieb, serienmäßig                        | Vorderradantrieb | Vorderradantrieb | Vorderradantrieb | Vorderradantrieb | Vorderradantrieb | Vorderradantrieb | Vorderradantrieb                                                                                              | Vorderradantrieb | Allrad- antrieb (Syncro) |
| Antrieb, optional                           | – | Allradantrieb (Syncro) | Allradantrieb (Syncro) | – | – | Allrad- antrieb (Syncro) | – | – | – |
| Getriebe, serienmäßig                       | 5-Gang-Schaltgetriebe | 5-Gang-Schaltgetriebe | 5-Gang-Schaltgetriebe | 5-Gang-Schaltgetriebe | 5-Gang-Schaltgetriebe | 5-Gang-Schaltgetriebe | 5-Gang-Schaltgetriebe                                                                                         | 5-Gang-Schaltgetriebe | 5-Gang-Schaltgetriebe |
| Getriebe, optional                          | 4-Stufen-Automatikgetriebe | 4-Stufen-Automatikgetriebe | 4-Stufen-Automatikgetriebe | 4-Stufen-Automatikgetriebe | 4-Stufen-Automatikgetriebe | 4-Stufen-Automatikgetriebe | – | 4-Stufen- Automatik- getriebe                                                                                                   | – |
| Fahrwerk                                    | | | | | | | | | |
| Radaufhängung vorn                          | MacPherson-Federbeine, Dreieckslenker | MacPherson-Federbeine, Dreieckslenker | MacPherson-Federbeine, Dreieckslenker | MacPherson-Federbeine, Dreieckslenker                                                                                                | MacPherson-Federbeine, Dreieckslenker                                                                                                | MacPherson-Federbeine, Dreieckslenker                                                                                                | MacPherson-Federbeine, Dreieckslenker                                                                         | MacPherson-Federbeine, Dreieckslenker                                                                                           | MacPherson-Federbeine, Dreieckslenker                                                                                           |
| Radaufhängung hinten                        | Verbundlenkerachse (Syncro: Schräglenkerachse), Schraubenfedern | Verbundlenkerachse (Syncro: Schräglenkerachse), Schraubenfedern | Verbundlenkerachse (Syncro: Schräglenkerachse), Schraubenfedern | Verbundlenkerachse (Syncro: Schräglenkerachse), Schraubenfedern                                                                      | Verbundlenkerachse (Syncro: Schräglenkerachse), Schraubenfedern                                                                      | Verbundlenkerachse (Syncro: Schräglenkerachse), Schraubenfedern                                                                      | Verbundlenkerachse (Syncro: Schräglenkerachse), Schraubenfedern                                               | Verbundlenkerachse (Syncro: Schräglenkerachse), Schraubenfedern                                                                 | Verbundlenkerachse (Syncro: Schräglenkerachse), Schraubenfedern                                                                 |
| Bremsen                                     | C, CL, GL Scheibenbremsen vorn (Ø 239×12 mm massiv bis 12.94, danach 256 mm massiv), Trommeln hinten, a.W. ABS 3. GT: Scheibenbremsen rundum (vorn Ø 256×20 mm innenbelüftet, hinten Ø 226×10 mm massiv) a.W. ABS 3 | C, CL, GL Scheibenbremsen vorn (Ø 239×12 mm massiv bis 12.94, danach 256 mm massiv), Trommeln hinten, a.W. ABS 3. GT: Scheibenbremsen rundum (vorn Ø 256×20 mm innenbelüftet, hinten Ø 226×10 mm massiv) a.W. ABS 3 | C, CL, GL Scheibenbremsen vorn (Ø 239×12 mm massiv bis 12.94, danach 256 mm massiv), Trommeln hinten, a.W. ABS 3. GT: Scheibenbremsen rundum (vorn Ø 256×20 mm innenbelüftet, hinten Ø 226×10 mm massiv) a.W. ABS 3 | Scheibenbremsen rundum (Ø vorne 280×22 / 288×25, hinten 226 mm), ABS Scheibenbremsen können auch vorn Ø 256×20 mm innenbelüftet sein | Scheibenbremsen rundum (Ø vorne 280×22 / 288×25, hinten 226 mm), ABS Scheibenbremsen können auch vorn Ø 256×20 mm innenbelüftet sein | Scheibenbremsen rundum (Ø vorne 280×22 / 288×25, hinten 226 mm), ABS Scheibenbremsen können auch vorn Ø 256×20 mm innenbelüftet sein | Scheibenbremsen rundum (Ø vorne 280×22 / 288×25, hinten 226 x 10 mm), ABS                                     | Scheibenbremsen rundum (Ø vorne 280×22 / 288×25, hinten 226 x 10 mm), ABS                                                       | Scheibenbremsen rundum (Ø vorne 280×22 / 288×25, hinten 226 x 10 mm), ABS                                                       |
| Lenkung                                     | Zahnstangenlenkung | Zahnstangenlenkung | Zahnstangenlenkung | Zahnstangenlenkung | Zahnstangenlenkung | Zahnstangenlenkung | Zahnstangenlenkung                                                                                            | Zahnstangenlenkung | Zahnstangenlenkung |
| Messwerte (4)                               | | | | | | | | | |
| Höchstgeschwindigkeit                       | 168 km/h (164 km/h) | 178 km/h (175 km/h) [175 km/h] | 178 km/h (175 km/h) [175 km/h] | 198 km/h (194 km/h) | 196 km/h (193 km/h) | 196 km/h (193 km/h) [193 km/h] | 215 km/h | 224 km/h (220 km/h) | [224 km/h] |
| Beschleunigung, 0–100 km/h                  | 14,2 s (17,6 s) | 12,1 s (14,7 s) [13,3 s] | 12,1 s (14,7 s) [13,3 s] | 10,1 s (11,6 s) | 10,9 s (11,9 s) | 10,4 s (11,9 s) [11,0 s] | 8,7 s | 7,8 s (9,0 s) | [7,5 s] |
| Kraftstoffverbrauch auf 100 km (kombiniert) | 7,6 l N (9,5 l N) | 8,0 l S (9,2 l S) [8,9 l S] | 8,0 l S (9,2 l S) [8,9 l S] | 7,3 l S | 7,6 l S (8,2 l S) | 8,1 l S (9,2 l S) [9,2 l S] | 8,5 l S | 10,5 l S (11,6 l S) | [11,1 l SP] |
| CO2-Emission (kombiniert)                   | 182 g/km (228 g/km) | 192 g/km (221 g/km) [214 g/km] | 192 g/km (221 g/km) [214 g/km] | k. A. | k. A. | 194 g/km (221 g/km) [221 g/km] | 204 g/km | 252 g/km (278 g/km) | [266 g/km] |

Die Verfügbarkeit der Motoren war von Modell, Ausstattung und Markt abhängig.

### Dieselmotoren
|                                             | 1,9 l D | 1,9 l SDI | 1,9 l TD | 1,9 l TDI                                                                            | 1,9 l TDI                                                                            | 1,9 l TDI                                                                            | 1,9 l TDI                                                                       |
| Bauzeitraum                                 | 09.1991–12.1997                                                                                                  | 08.1995–12.1997                                                                                                  | 09.1991–12.1997                                                                                                  | 11.1993–06.1996                                                                      | 07.1996–12.1997                                                                      | 06.1997–12.1997                                                                      | 01.1996–12.1997                                                                 |
| Motorkenndaten                              | | | |                                                                                      |                                                                                      |                                                                                      |                                                                                 |
| Motorkennbuchstaben                         | 1Y | AEY | AAZ | 1Z                                                                                   | AHU                                                                                  | ALE                                                                                  | AFN                                                                             |
| Motortyp                                    | R4-Dieselmotor                                                                                                   | R4-Dieselmotor                                                                                                   | R4-Dieselmotor                                                                                                   | R4-Dieselmotor                                                                       | R4-Dieselmotor                                                                       | R4-Dieselmotor                                                                       | R4-Dieselmotor                                                                  |
| Anzahl Ventile pro Zylinder                 | 2 | 2 | 2 | 2                                                                                    | 2                                                                                    | 2                                                                                    | 2                                                                               |
| Ventilsteuerung                             | OHC, Zahnriemen                                                                                                  | OHC, Zahnriemen                                                                                                  | OHC, Zahnriemen                                                                                                  | OHC, Zahnriemen                                                                      | OHC, Zahnriemen                                                                      | OHC, Zahnriemen                                                                      | OHC, Zahnriemen                                                                 |
| Gemischaufbereitung                         | Wirbelkammer- einspritzung                                                                                       | Direkt- einspritzung                                                                                             | Wirbelkammer- einspritzung                                                                                       | Direkteinspritzung                                                                   | Direkteinspritzung                                                                   | Direkteinspritzung                                                                   | Direkteinspritzung                                                              |
| Motoraufladung                              | – | – | Turbolader | Turbolader, Ladeluftkühler                                                           | Turbolader, Ladeluftkühler                                                           | Turbolader, Ladeluftkühler                                                           | Turbolader, Ladeluftkühler                                                      |
| Kühlung                                     | Wasserkühlung | Wasserkühlung | Wasserkühlung | Wasserkühlung                                                                        | Wasserkühlung                                                                        | Wasserkühlung                                                                        | Wasserkühlung                                                                   |
| Bohrung × Hub                               | 79,5 mm × 95,5 mm                                                                                                | 79,5 mm × 95,5 mm                                                                                                | 79,5 mm × 95,5 mm                                                                                                | 79,5 mm × 95,5 mm                                                                    | 79,5 mm × 95,5 mm                                                                    | 79,5 mm × 95,5 mm                                                                    | 79,5 mm × 95,5 mm                                                               |
| Hubraum                                     | 1896 cm³ | 1896 cm³ | 1896 cm³ | 1896 cm³                                                                             | 1896 cm³                                                                             | 1896 cm³                                                                             | 1896 cm³                                                                        |
| Verdichtungsverhältnis                      | 22,5:1 | 19,5:1 | 22,5:1 | 19,5:1                                                                               | 19,5:1                                                                               | 19,5:1                                                                               | 19,5:1                                                                          |
| max. Leistung bei min−1                     | 47 kW (64 PS) /4400                                                                                              | 47 kW (64 PS) /4200                                                                                              | 55 kW (75 PS) /4200                                                                                              | 66 kW (90 PS) /4000                                                                  | 66 kW (90 PS) /4000                                                                  | 66 kW (90 PS) /3750                                                                  | 81 kW (110 PS) /4150                                                            |
| max. Drehmoment bei min−1                   | 124 Nm /2000–3000                                                                                                | 125 Nm /2200–2800                                                                                                | 150 Nm /2400–3400                                                                                                | 202 Nm /1900                                                                         | 202 Nm /1900                                                                         | 210 Nm /1900                                                                         | 235 Nm /1900                                                                    |
| Kraftübertragung                            | | | |                                                                                      |                                                                                      |                                                                                      |                                                                                 |
| Antrieb, serienmäßig                        | Vorderradantrieb                                                                                                 | Vorderradantrieb                                                                                                 | Vorderradantrieb                                                                                                 | Vorderradantrieb                                                                     | Vorderradantrieb                                                                     | Vorderradantrieb                                                                     | Vorderradantrieb                                                                |
| Antrieb, optional                           | – | – | – | Allradantrieb                                                                        | Allradantrieb                                                                        | Allradantrieb                                                                        | –                                                                               |
| Getriebe, serienmäßig                       | 5-Gang-Schaltgetriebe                                                                                            | 5-Gang-Schaltgetriebe                                                                                            | 5-Gang-Schaltgetriebe                                                                                            | 5-Gang-Schaltgetriebe                                                                | 5-Gang-Schaltgetriebe                                                                | 5-Gang-Schaltgetriebe                                                                | 5-Gang-Schaltgetriebe                                                           |
| Getriebe, optional                          | – | – | – | 4-Stufen-Automatikgetriebe                                                           | 4-Stufen-Automatikgetriebe                                                           | 4-Stufen-Automatikgetriebe                                                           | 4-Stufen-Automatikgetriebe                                                      |
| Fahrwerk                                    | | | |                                                                                      |                                                                                      |                                                                                      |                                                                                 |
| Radaufhängung vorn                          | MacPherson-Federbeine, Dreieckslenker                                                                            | MacPherson-Federbeine, Dreieckslenker                                                                            | MacPherson-Federbeine, Dreieckslenker                                                                            | MacPherson-Federbeine, Dreieckslenker                                                | MacPherson-Federbeine, Dreieckslenker                                                | MacPherson-Federbeine, Dreieckslenker                                                | MacPherson-Federbeine, Dreieckslenker                                           |
| Radaufhängung hinten                        | Verbundlenkerachse (Syncro: Schräglenkerachse), Schraubenfedern                                                  | Verbundlenkerachse (Syncro: Schräglenkerachse), Schraubenfedern                                                  | Verbundlenkerachse (Syncro: Schräglenkerachse), Schraubenfedern                                                  | Verbundlenkerachse (Syncro: Schräglenkerachse), Schraubenfedern                      | Verbundlenkerachse (Syncro: Schräglenkerachse), Schraubenfedern                      | Verbundlenkerachse (Syncro: Schräglenkerachse), Schraubenfedern                      | Verbundlenkerachse (Syncro: Schräglenkerachse), Schraubenfedern                 |
| Bremsen                                     | Scheibenbremsen vorne (Ø 239 mm), Trommeln hinten, a.W. ABS (1)Scheibenbremse 256x12 mm massiv vorne beim 1,9 TD | Scheibenbremsen vorne (Ø 239 mm), Trommeln hinten, a.W. ABS (1)Scheibenbremse 256x12 mm massiv vorne beim 1,9 TD | Scheibenbremsen vorne (Ø 239 mm), Trommeln hinten, a.W. ABS (1)Scheibenbremse 256x12 mm massiv vorne beim 1,9 TD | Scheibenbremsen vorne (Ø 256×20), Trommel hinten / Scheibenbremse hinten 226×10, ABS | Scheibenbremsen vorne (Ø 256×20), Trommel hinten / Scheibenbremse hinten 226×10, ABS | Scheibenbremsen vorne (Ø 256×20), Trommel hinten / Scheibenbremse hinten 226×10, ABS | Scheibenbremsen vorne (Ø 280×22 / 288×25 mm), Scheibenbremse hinten 226×10, ABS |
| Lenkung                                     | Zahnstangenlenkung                                                                                               | Zahnstangenlenkung                                                                                               | Zahnstangenlenkung                                                                                               | Zahnstangenlenkung                                                                   | Zahnstangenlenkung                                                                   | Zahnstangenlenkung                                                                   | Zahnstangenlenkung                                                              |
| Messwerte (2)                               | | | |                                                                                      |                                                                                      |                                                                                      |                                                                                 |
| Höchstgeschwindigkeit                       | 156 km/h | 156 km/h | 165 km/h | 178 km/h (175 km/h) [175 km/h]                                                       | 178 km/h (175 km/h) [175 km/h]                                                       | 178 km/h (175 km/h) [175 km/h]                                                       | 193 km/h (190 km/h)                                                             |
| Beschleunigung, 0–100 km/h                  | 17,6 s | 17,6 s | 15,1 s | 12,8 s (14,8 s) [13,9 s]                                                             | 12,8 s (14,8 s) [13,9 s]                                                             | 12,8 s (14,8 s) [13,9 s]                                                             | 10,8 s (12,4 s)                                                                 |
| Kraftstoffverbrauch auf 100 km (kombiniert) | 5,9 l D | 5,1 l D | 6,1 l D | 5,0 l D (6,8 l D) [5,6 l D]                                                          | 5,0 l D (6,8 l D) [5,6 l D]                                                          | k. A.                                                                                | 5,0 l D (6,4 l D)                                                               |
| CO2-Emission (kombiniert)                   | 159 g/km | 138 g/km | 165 g/km | 135 g/km (184 g/km) [151 g/km]                                                       | 135 g/km (184 g/km) [151 g/km]                                                       | k. A.                                                                                | 135 g/km (173 g/km)                                                             |

Die Verfügbarkeit der Motoren war von Modell, Ausstattung und Markt abhängig.

## Fertigung
Der Golf III wurde in Wolfsburg, Zwickau, Bratislava, Brüssel, Uitenhage/Südafrika und in Puebla/Mexiko produziert; als Cabriolet und Variant (der auch in Wolfsburg produziert wurde) bei Karmann in Osnabrück und als Cabriolet in Puebla/Mexiko.
Ebenso sollte der Golf III in Sarajevo gefertigt werden, wo zuvor einige Prototypen gebaut worden waren und noch viele Rohkarosserien standen. Der einsetzende Bosnienkrieg durchkreuzte jedoch diese Pläne und der Golf III wurde nie offiziell in Sarajevo produziert.

## Aufteilung in den verschiedenen Typ-Schlüsselnummern und Zulassungszahlen
Insgesamt wurde der Golf III vom Werk aus unter 97 Typschlüsselnummern gefertigt, wobei teils die Schlüsselnummern das gleiche Modell betreffen, aber unter Umständen eine andere Ausstattungsvariante oder ein späteres/früheres Baujahr. Golf III und Vento gehören VW-intern zum Typ 1H und sind beim Kraftfahrt-Bundesamt mit der Herstellerschlüsselnummer (HSN) 0600 und 0603 registriert.
Am 1. Januar 2013 bzw. 2016 waren von ehemals 4.805.900 hergestellten Exemplaren des Typs 1H 678.192 bzw. 384.790 Wagen in Deutschland angemeldet. Sie lassen sich folgendermaßen unterteilen:
- Limousine: 458.872 (2013) bzw. 257.123 (2016)
- Variant: 110.999 (2013) bzw. 42.247 (2016)
- Cabrio: 75.519 (2013) bzw. 65.576 (2016)
- Vento: 32.802 (2013) bzw. 19.844 (2016)